# 林肯Town Car
林肯Town Car（英語：Lincoln Town Car）是林肯汽車生產的大型車。最早可追溯至 1959 年，與 Limousine 並列為特殊車型。後於 1970 年起變成選配套件回歸。1972 年被納入 Continental 車型底下。1981 至 2011 年作為獨立車型。隨著聖湯瑪士的生產線關閉，Town Car 停產，於 2012 至 2019 年變為 MKT 的商用版車型名稱。

## 車型源起
1920 年代，“Town Car”指的是豪華轎車的其中一種車體風格，由馬車演變而來。其特點為開放式的駕駛艙和封閉式的座艙。“de Ville”則是Town Car 的法文，意指“於城鎮使用”，該詞後來被凱迪拉克當作車型名稱。

### 1959-1960
1959 年，林肯新增 Limousine 和 Town Car 兩種車型；這是 Town Car 一詞首度被使用。
車體方面，不同於其他車型的設計，車頂的線條過了 C 柱後往反方向傾斜，這也使凱迪拉克和 Imperial 在接下來的幾年裡，重新設計自家頂級車型的車頂線條。車頂以乙烯基材質包覆。
內裝部分，以傳統蘇格蘭紋皮革和加厚的絨毛地毯裝潢車內。為了增加後座的腿部空間，在未對軸距進行任何修改的情況下對後排座椅重新移位，後座與前座中間有玻璃隔板。此外，這兩款車型皆沒有選配，因為包含空調在內的所有配備都已經是標配了。
從 1959 到 1960 年，林肯僅生產了 214 輛 Town Car 和 83 輛 Limousine，全部皆為黑色，這也是福特集團生產過最稀有的車型之一。

### 1970-1979
1970 年，Town Car 以選配套件的方式回歸，套件包括皮革座椅和加厚的毛絨地毯。
1971 年，林肯限量生產 1500 輛的“Golden Anniversary Town Car”以紀念林肯成立 50 周年。
1972 年，Town Car 變為 Continental 的一個車型，特點包括標配覆蓋一半的乙烯基車頂（另可選配覆蓋全車頂）和鑲在 B 柱的車內燈。
1973 年，新增 Town Coupe 車型，和房車一樣有乙烯基車頂等豪華配備。

1975 年，林肯重新設計車頂線條，Town Car 採用 Mark IV 的橢圓形劇院式車窗；Town Coupe 則採用長方形劇院式車窗。

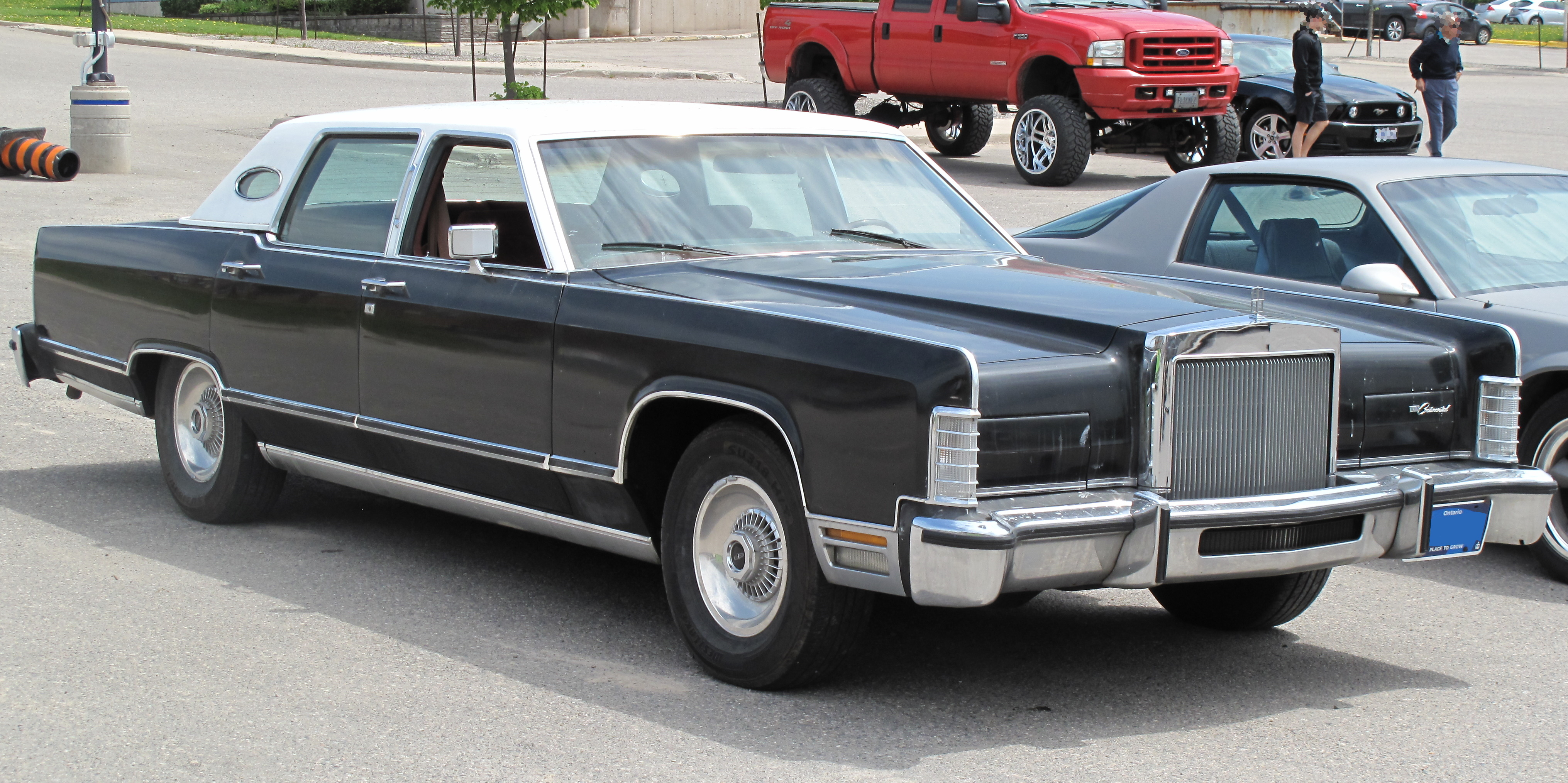
1978 Lincoln Continental Town Car
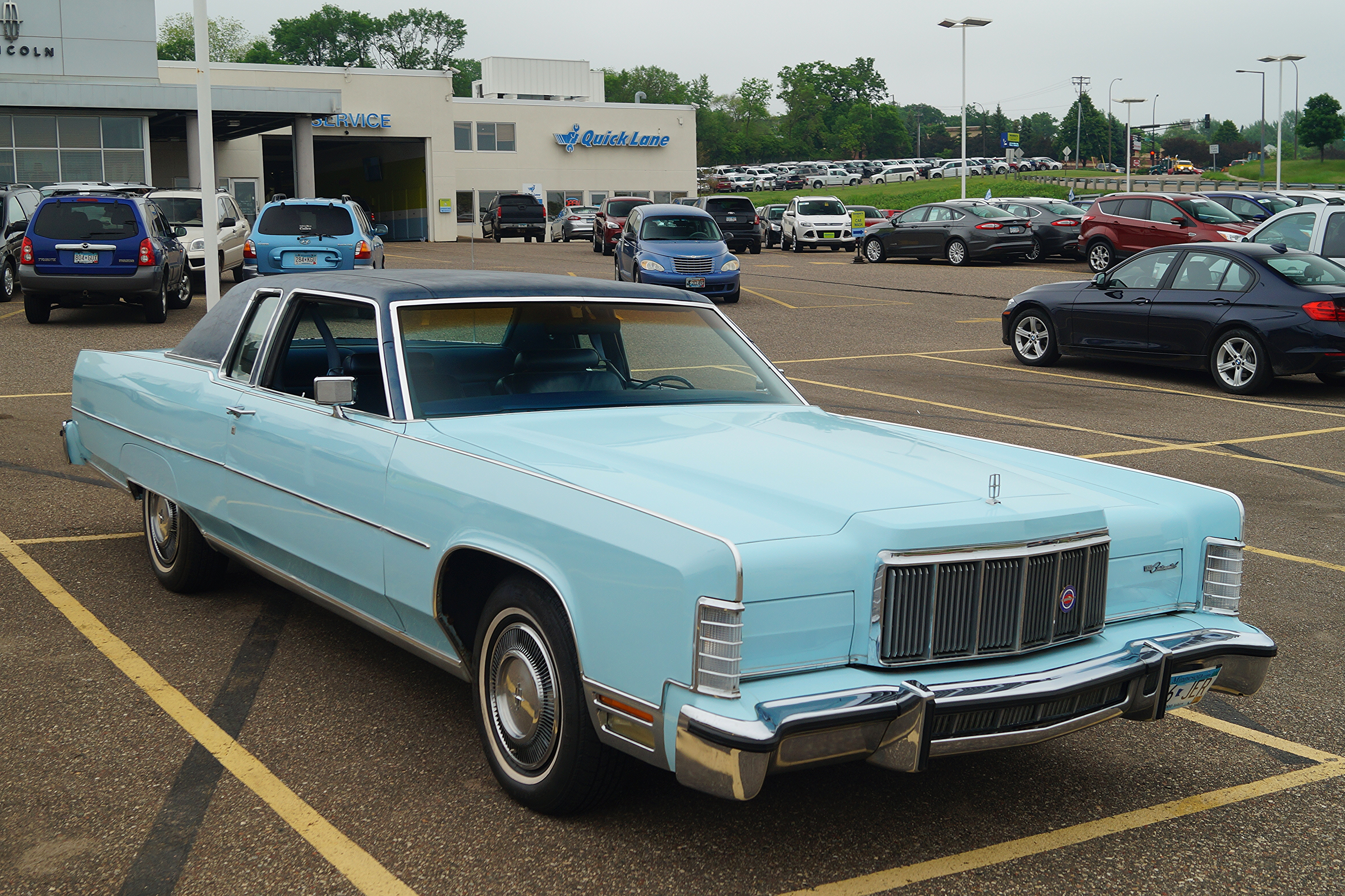
1976 Lincoln Continental Town Coupe
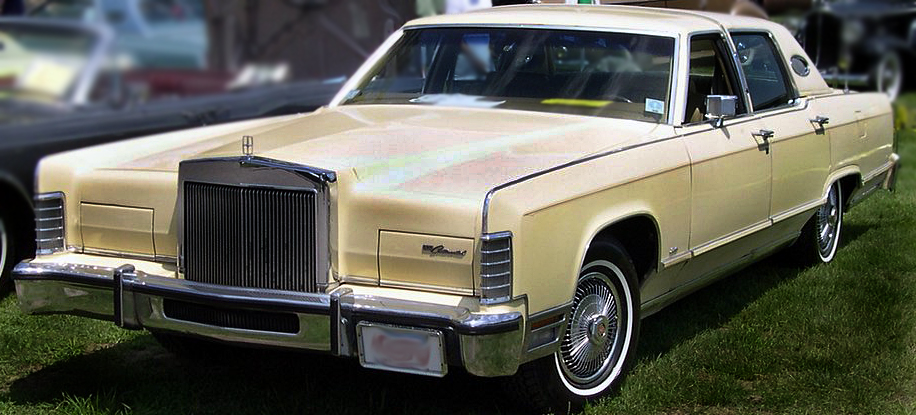
1978 Lincoln Continental Town Car
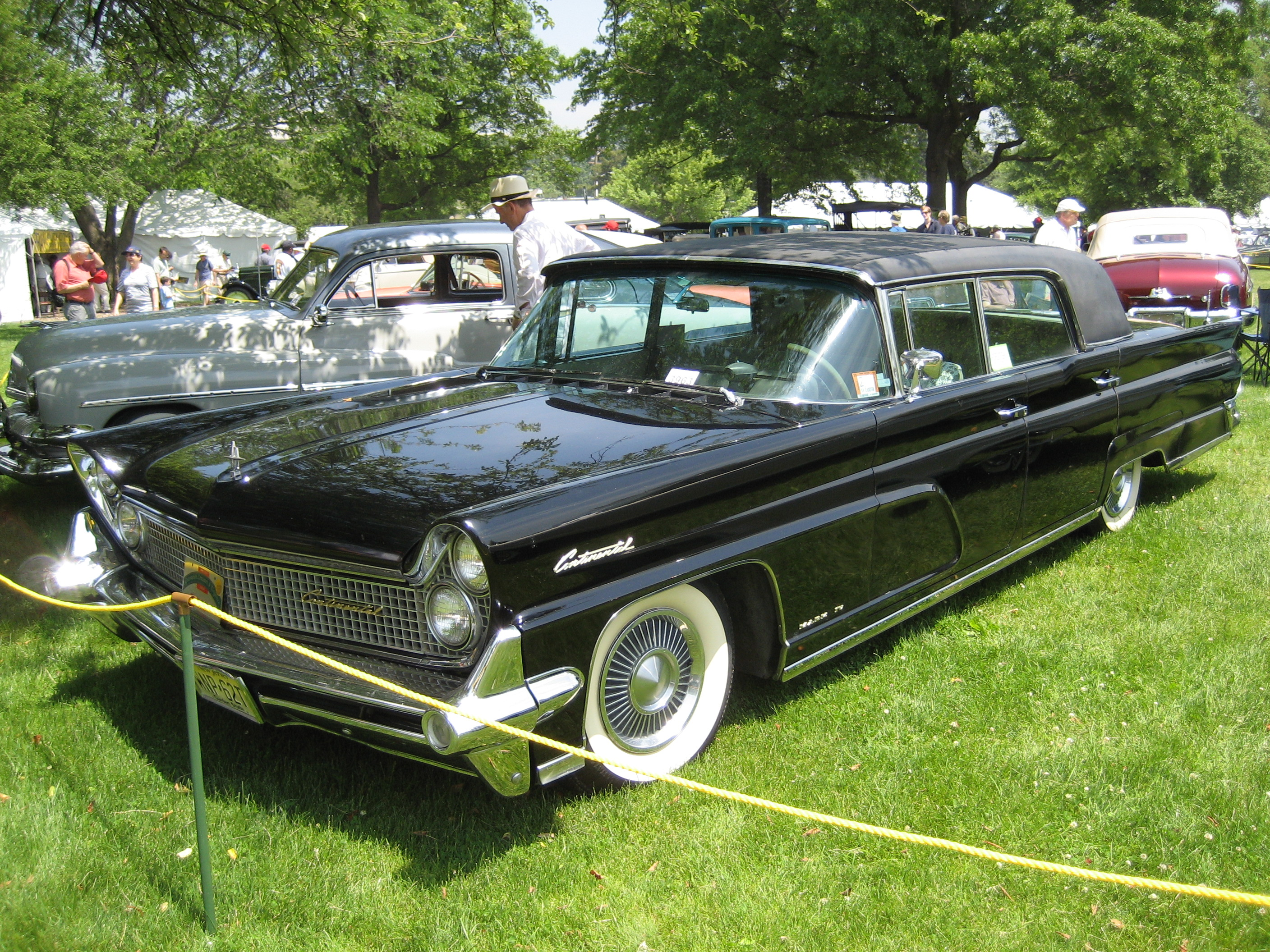
1959 Lincoln Continental Town Car

### 1980
1980 年，林肯成為最後一間 downsize 自家大型車的美國品牌。Continental 從全美最大的房車變成比凱迪拉克的同級車還小。此外，Town Car 回歸，但這次變成 Continental 的頂規車型。
雖然林肯已將旗下車型縮小了，但從市場行銷的角度來看，把旗下所有車型合併根本是場災難。1980 年 Versailles 退場後，消費者走進展示間，映入眼簾的是6款相似度極高但彼此價差卻很大的車。Versailles 的停產象徵著林肯就是一間專門生產美式大型車的品牌，和歐系豪華品牌相比，林肯完全沒賣點。
1981 年，Continental 停產，其級距於下一代降為中型車。1983 年，Mark VI 的產品週期也來到尾端，於隔年轉變車型級距，將Mark系列帶往新的市場。

## 第一代 (1981–1989)

### 車型背景
1980 年，Versailles 停產後，林肯只剩 6 款相似度極高的車型，分別是 Continental、Continental Town Car 和 Continental Mark VI，三款車系都有四門和雙門的車體。1981年，林肯推出 Town Car，從 Continental 車系獨立出來，車型定位在 Mark VI 之下。
和 1980 年的 Continental 一樣，Town Car 也有雙門版（此時 Town Coupe 的名字已不再使用，雙門版也稱 Town Car），但消費者在購買林肯的雙門車時，只會想到 Mark VI。因此全新的 Mark VII 於 1984 年上市時，林肯將雙門版的 Town Car 停產。此後，林肯旗下的美式大型車只剩四門版的 Town Car。
在此代 Town Car 上市時，因林肯預期油價會上漲，所以已著手開發新版的前驅車型要取代 Town Car，但隨著油價趨於穩定，且上市初期消費者對此車的需求量上升，林肯並未對這代 Town Car 有明顯重大的改款。
1988 年，此車的銷量來到 20 萬輛，居於此代銷量之冠，但這是因為 1988 年式的銷售週期比較長的緣故（1987 年 3 月至 1988 年 10 月，而非常規的 12 個月銷售週期）。銷售週期受到壓縮的 1987 年式，雖然僅售出約 70,600 輛，但仍是林肯最暢銷的車型。此外，1985 年後的銷售量逐年下降可歸咎於兩個原因，一是 Town Car 略顯老化的設計，二是 1988 年大改款的 Continental 非常受到市場歡迎。

### 外觀設計
此代 Town Car 的外觀可以看到 1977 至 1979 年的 Continental 和Mark V 的影子，除了方方正正的外觀、近乎平坦的車側、兩側隆起的葉子板外，還有類似勞斯萊斯直立型的水箱罩。自 1969 年來第一次從隱藏式改為一般頭燈的林肯車型。另一個新設計是有窗框的車側玻璃，不同於福特集團內的其他車型，其窗框為消光黑，外圍則以鍍鉻包覆。另外，一直鑲在林肯旗下車型的葉子板上的鍍鉻飾條也被拿掉了，但頭燈和窗框仍保有鍍鉻飾條。車身鈑件部分，雖然看起來和 1983 年後的 Ford LTD 和 Mercury Grand Marquis相似，實際上只能和 Mark VI 共用。此代 Town Car 在 C 柱上還有一個直立式長方形的劇院式側窗。1981 年此車型從 Continental 獨立後，右頭燈上方的“Continental”銘牌變為“Town Car”，但在 1984 年被短暫拿掉一年。
乙烯基車頂是 Town Car 各車型的標配，隨車型不同也有不一樣的設計。在一般車型，整個車頂由乙烯基包覆，車外的 B 柱有長條型的氣氛燈。Signature 和 Cartier 系列的車頂只有 B 柱後才用乙烯基包覆。除了 Cartier 系列，其他車型都可選配類似敞篷車材質的“Canva roof”，C 柱上的側窗則被拿掉。
1985 年式，第一次小改款，右頭燈上方的“Town Car”銘牌變為“LINCOLN”。改善外觀的空氣動力學設計並於視覺上讓此車看起來更小了點。重新設計的前後保桿看起來更像車身的一部分。車尾兩側的葉子板被修改的更傾斜一些並與車尾齊平，車尾中間的三塊長方形紅色飾板被合成一組。
1986 年式，為因應聯邦法規，在後檔風玻璃內新增第三煞車燈（CHMSL）。
1988 年式，水箱罩內格柵從縱橫交錯的十字型改為細長的鍍鉻條，車尾中間的長方形紅色飾板上方增加一條拉絲金屬製的飾板。
1989 年式，車頭的定位燈從透明燈殼改為琥珀色。頭燈之間從透明燈殼改為黑底並鑲嵌林肯廠徽。原本貼在右頭燈上方的“LINCOLN”銘牌移至水箱罩內。來到車尾，拉絲金屬製的車尾飾板變為一般細條紋，所有銘牌被移到行李箱蓋上。其他非 Cartier 系列的車型，在後座的小窗上鑲有一個林肯廠徽。

### 動力總成
底盤方面，此代車型與福特集團內的其他車型共用福特豹平台。由於使用新的平台，林肯必須修改舊有車輛工程方面的細節，因此延到 1980 年才推出新車型。雖然比同集團內的同級距車型長了約7公分，但軸距卻比上一代車型短了 25 公分，成為當時繼 Versailles 之後軸距最短的林肯車型。因應油耗和操控性的考量，與上一代車型相比，豹平台輕了約 635 公斤；和 Versailles 相比更是差不到 90 公斤，為近 40 年來車重最輕的林肯美式大型車。此外，新平台能夠提供更佳的懸吊系統設計、動力轉向系統和更輕盈的車身，其迴轉半徑短了逾 1 公尺。1984 年，新增氣壓懸吊。
引擎方面，為了能達到 1980 年上路 CAFE 法案的標準，福特集團停止供應 6.6 或 7.5 公升的大缸體 V8 給旗下的美式大型車。取而代之的是一具 4.9 升 V8，可輸出 130 匹馬力（但原廠以 5.0 命名），另可選配輸出 140 匹馬力的 5.8 升 V8 引擎。1981 年起，只供應 4.9 升 V8 引擎。1986 年，在重新設計燃油噴射系統並導入連續多點燃油噴射後，馬力漲至 150 匹，辨別方式是看有無帶有節氣門體的鑄鋁進氣歧管。
此代 Town Car 均配備四速自排的福特 AOD。
自 1985 年起皆可選配“Trailer Tow Package ”（原廠的拖曳套件），套件包括雙出尾管、齒比 3.55:1 的 LSD 和加強過的引擎和變速箱的冷卻套件。

### 規格配備
Town Car 在當時有很多先進的豪華選配。前排座椅採和 Mark 系列一樣的分體式，Signature 和 Cartier 系列標配前座 6 向電動座椅（但椅背要手動調整）。電子設備包括選配的行車電腦，可顯示剩餘里程和預計到達時間、keyless 系統，也就是在門上的數字鎖、駕駛座側車門把手上方有鎖定四個車門的按鍵，輸入密碼可單獨解鎖車門或行李箱蓋。
1985 年式，Town Car 成為福特集團內第一輛能選配 CD 播放器和 12 組高級的 JBL 立體音響的車。（1984 年則是選配 8 軌的卡帶播放器和可收聽 40 個頻道的 CB 收音機的最後一年）另外，喇叭鈕從方向後的撥桿移至方向盤的正中央。車門飾板從木紋變為能和座椅搭配的材料。
1986 年式，前座頭枕變更高且還能 4 向調整。原本是緞面黑的中控台下半部變成核桃木飾板。
1988 年式，林肯更新儀錶板的造型；採傳統指針儀錶的車型，配備三組方框造型的儀表板，左側的方框內顯示水溫和油量，中間是內嵌半圓形的時速表盤、里程和檔位，右邊則是時鐘。儀錶板和方向盤以木紋包覆。

### 特仕車型

#### Cartier Designer Edition
1982 年，原先位於 Mark 系列的 Cartier Edition 被下放至 Town Car。和其他的林肯特仕車型一樣，外觀和內裝的顏色搭配是精心挑選過的，座椅上繡有“Cartier”標誌，取代林肯廠徽。
1987 年，林肯調整此車型的配備，並採用新的內裝設計搭配兩種雙色選項，分別是金屬米色配鉑金色和傳統的鉑金配北極白。

#### Sail America Commemorative Edition (1987)
以 Signature 系列為基礎，採白色車身配藍色的乙烯基車頂；內裝則是白色皮革配藍色滾邊並鑲有徽章。
福特集團是“Sail America Foundation”的企業贊助商之一，也是於 1987 年美洲杯帆船賽獲勝的 Stars & Stripes 87 船隻的船主。

#### Special Edition (1988)
林肯為 Signature 系列提供此選配套件，套件包括類似敞篷車的車頂、古典的放射狀鋁圈、JBL音響系統、皮革包覆的方向盤和帶有對比色滾邊的皮革內裝。此套件取代了當時正在規劃中的 Gucci特仕車。

#### Gucci Edition (1989)
此車型有一個特殊的藍色帆布車頂、車外的 B 柱有長條型的氣氛燈和 C 柱上有一個書寫體式的藍色徽章。惟此車型的計畫被取消，被 1988 年的 Special Edition 取代，只有一些成車流出市面。VIN代碼為 84。

### 宣傳廣告
1985年，Town Car 的競爭對手 Deville 和 Fleetwood 都改成前輪驅動。當時 Town Car 以更大的車格和更具識別性的外觀當作賣點，於是林肯在 1986 年發佈一支名為“The Valet”的廣告，內容大致是泊車員和車主難以區分停在門口前的車輛是凱迪拉克、別克 Electra 抑或 奧斯摩比 88 等通用旗下的車系，連車主也搞不清楚廠牌。這時，一名林肯車主將他的鑰匙交給泊車員並說道：“The Lincoln Town Car, please.”。一輛淺色的 Town Car 緩緩地駛入鏡頭，緊接著是林肯旗下的嶄新車型，在車輛都駛離後，留下一群目瞪口呆的車主。最後，字幕浮現新的林肯品牌標語“Lincoln. What a Luxury Car Should Be.”，這句標語伴隨著林肯整個 1990 年代。但當時的新廣告卻無法挽救 Town Car 銷量逐年下滑的頹勢，直到 1989 年底推出下一代 Town Car 後，銷量才暫時回升。

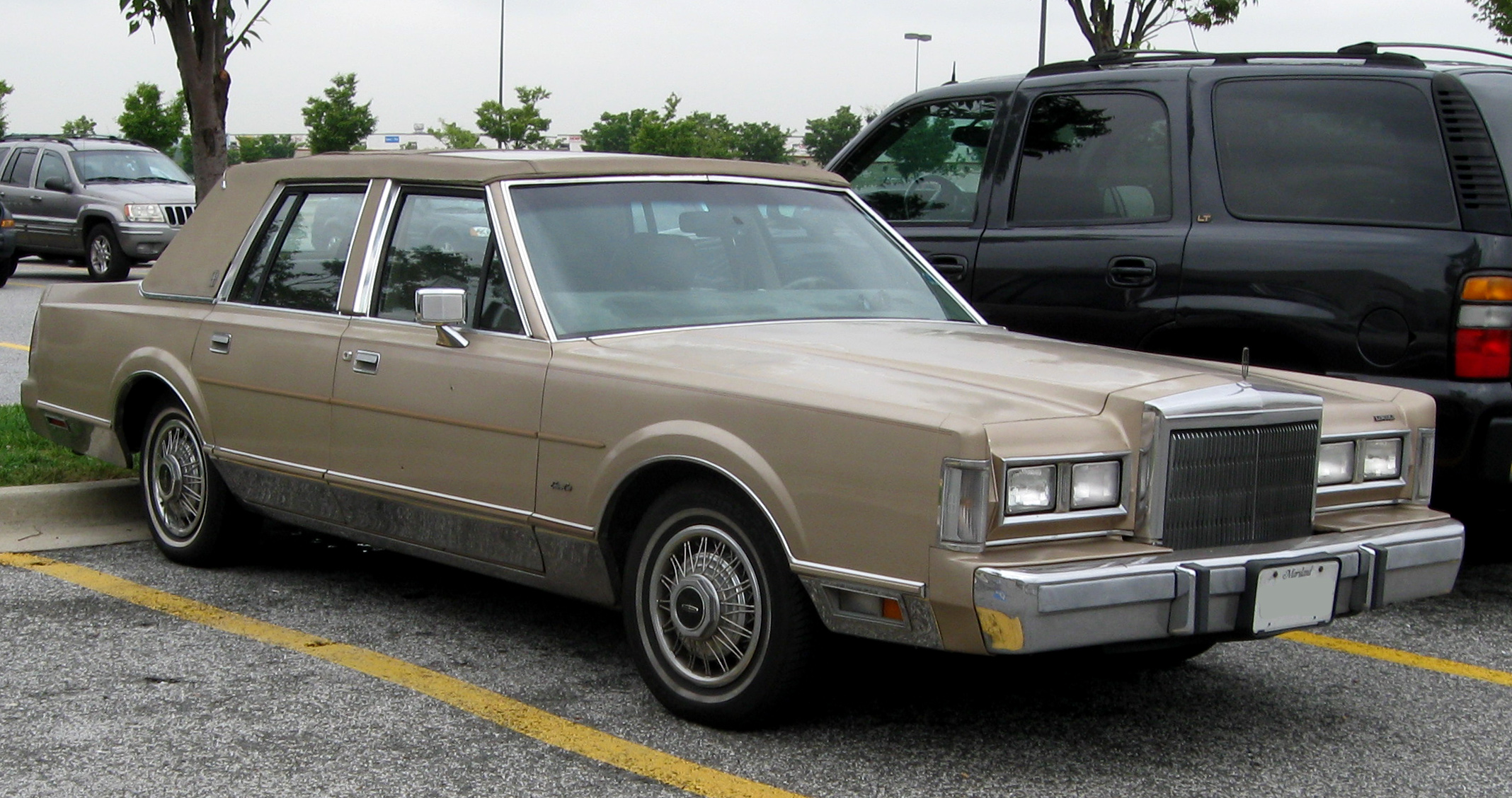
1988 Lincoln Town Car
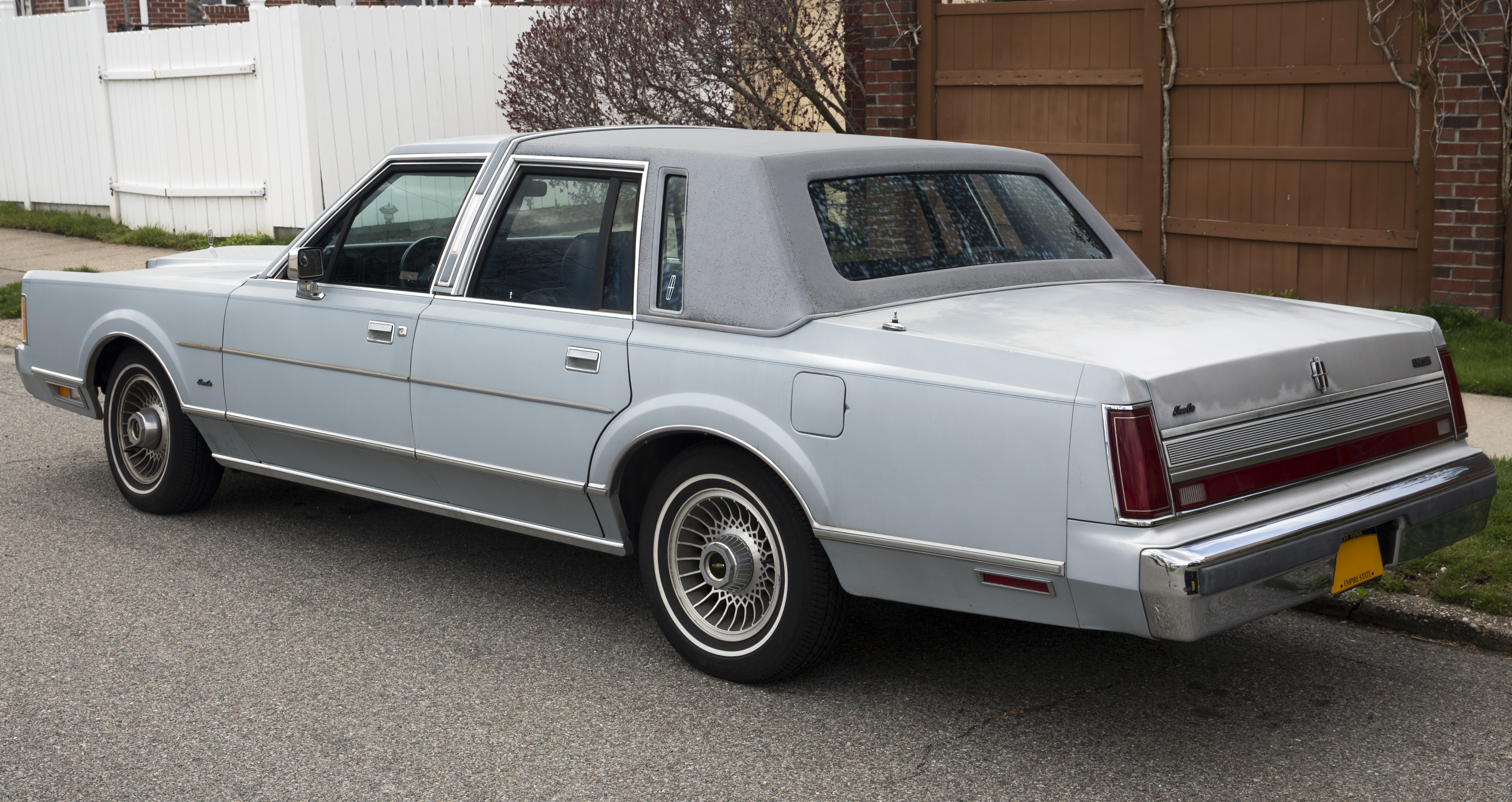
1988 Lincoln Town Car
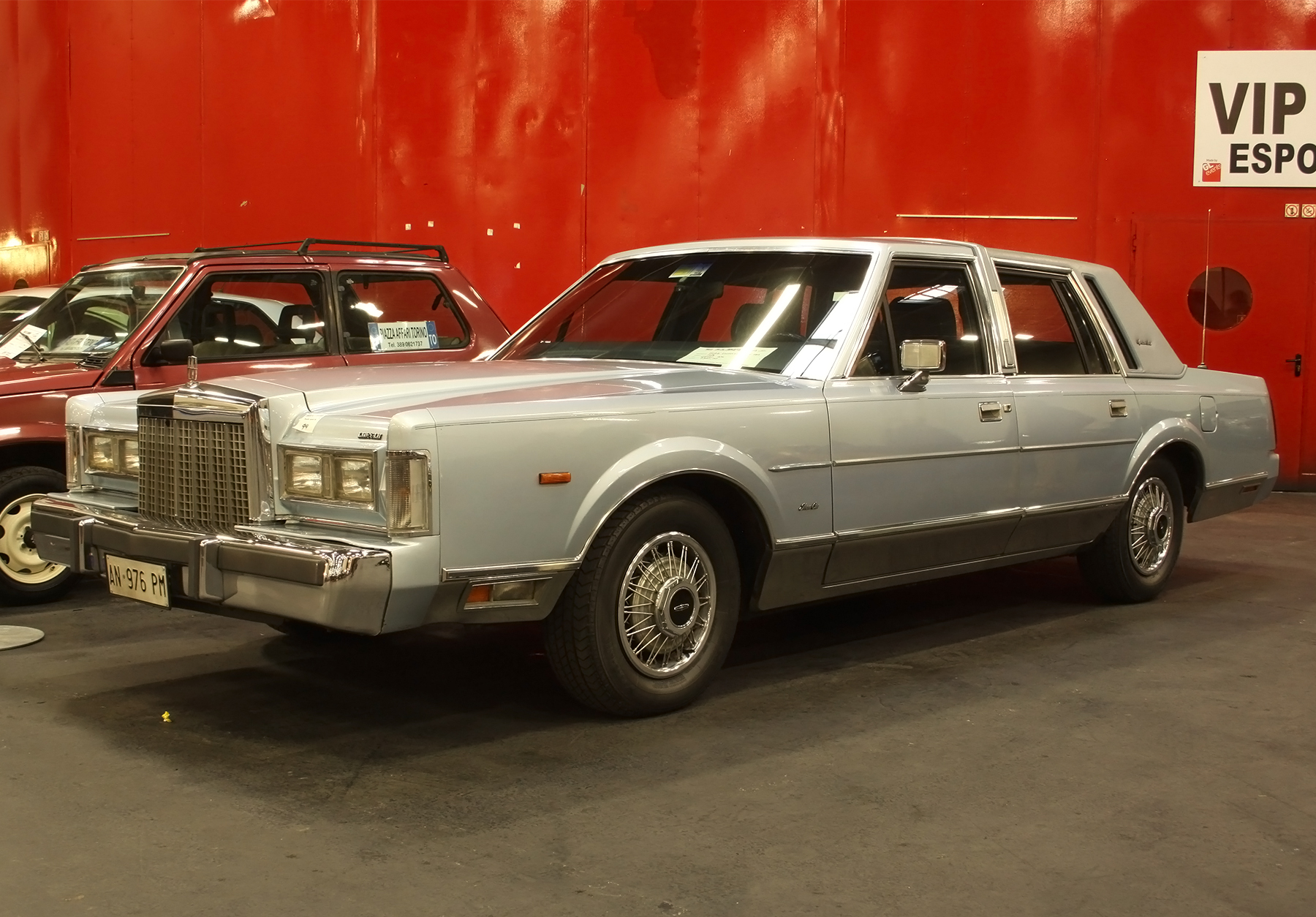
1985 Lincoln Town Car Signature
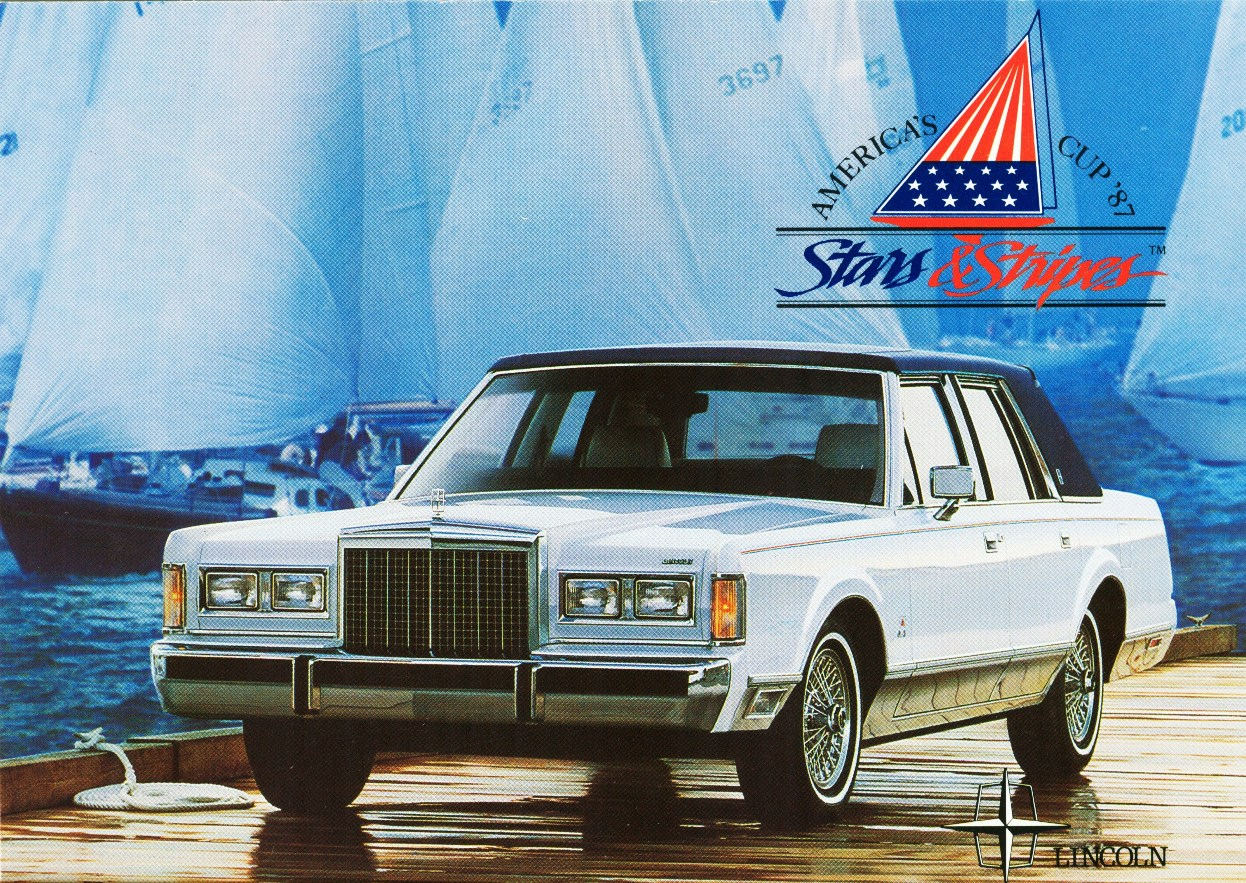
1987 Sail America Commemorative Edition

## 第二代 (1990–1997)

### 車型背景
上一代的車型外觀，在其生產週期內都沒什麼顯著的變動。為了能吸引更多世代的買家，林肯對 Town Car 進行了大刀闊斧的改革，讓它看起來更現代化，與 Mark VII 和 Continental 一樣。許多新穎的安全和豪華配備也首見於第二代 Town Car，並逐步下放至福特集團內其他車款。
1980 年，在 Town Car 改採尺寸小一號的豹平台後，林肯原本要以新的較小型的前驅平台取代；在 1979 年第二次石油危機後，汽油價格漲至一加侖2.5 美元，這也導致福特集團在 1980 年虧損約 15 億美元。然而，1984 年，林肯旗下房車的銷量竟高度成長，與 1980 年相比增加約 300%。因此林肯並不打算停產 Town Car，而是於下一代車型改採前驅的中型平台。
1984 年，聯邦政府要求在 1989 年 1 月 1 號後生產的車輛均須標配被動安全裝置，包含自動上肩式安全帶和駕駛座的氣囊。惟到了 1988 年，除了賓士 S-Klasse [W126] 和保時捷 944 Turbo 外，幾乎沒有其他在美國販售的車型有標配雙氣囊。為了符合聯邦法規，林肯在 1988 年將雙氣囊列為 Continental 的標配，這使林肯成為福特集團內首個標配雙氣囊的品牌，也讓 Continental 成為第一輛標配雙氣囊的美國國產車。由於要在第一代的 Town Car 裝上雙氣囊需要更改整個方向機柱和儀表板的設計，因此林肯將雙氣囊加進第二代的設計內，使其成為標配。但不幸地是，生產安全氣囊火藥包的工廠於新車上市的第一年發生火災，使林肯被迫刪除此配備。在展示間裡沒有安全氣囊的車型，車窗會以貼紙註記新價格，待工廠恢復生產時可以回廠加裝。1992 年式（含）以後的車型出廠時均有配備雙安全氣囊。
第二代的 Town Car 是福特集團內第一輛由外國公司負責工程設計和製造的車型，由英國的 IAD 公司負責工程設計，車身面板則來自在美國設廠的荻原鉄工所製造。為了提高原型車的品質，時任的專案經理 John Jay 打破以往的慣例，要求手工製作原型車的品質要能達到大量生產的水準，以徹底檢視在製造和使用模具時會出現的問題和確切位置。到了 1989  年，開始生產二代 Town Car 的時間點從原訂計畫中晚一年提前到比預定時間早兩周。
1990 年，全新的二代 Town Car 成為林肯的當紅炸子雞，創下品牌的年銷量紀錄。Town Car 不僅是當年全美最暢銷的大型房車之一，更獲得《MotorTrend》頒發的「年度風雲車」殊榮。但好景不常，其銷量於 1995 年跌破至 10 萬輛，因為許多原本會購買此類車型的客群，多轉向購買以性能和操控為導向的車種，最後再轉至 SUV。
1996 年，凱迪拉克 Fleetwood 停產後，林肯 Town Car 成為全美境內最長壽的四門量產房車。

### 外觀設計
1985 年 8 月，福特的首席設計師 Gale Halderman 和設計部的副總裁 Jack Telnack 開始著手設計第二代 Town Car，在經由四人評審委員會對兩輛實車比例油土模型的審查討論後，於隔年 5 月敲定最終樣貌。當時有許多不同風格的設計提案，從對現有外觀進行微調，到採用具歐風設計的車身（如第八代 Continental）都在討論之列。最終的結果是在維持 Town Car 應有的保守外觀下符合 1990 年代的現代風格。
出於對燃油效率的考量，新車的外觀必須要盡可能地符合空氣動力學並減少風切聲。因此許多傳統的林肯設計語彙，如高聳突出的直瀑式水箱罩、方正的車身外觀、銳利的直角線條和垂直的 C 柱等等，均被修改得較為圓潤以完美融進車身設計，有些設計元素甚至不再使用。上述的修改，使這一代 Town Car 的風阻係數從 0.46 降至 0.36（相當於八代 Continental，並優於 Mark VII）。
儘管為了漂亮的油耗數字，林肯對自家的設計元素有所取捨，但還是能在新車上找到一些重新設計過的細節。如，垂直尾燈、直瀑式水箱罩、立標、鋁圈的設計和垂直的 C 柱側窗。而林肯堅持不縮小內部空間和行李箱的大小以作為重要的賣點。因應當時消費者的購車喜好，林肯也更改了一些配備。雖然此代 Town Car 仍可選擇雙色車漆，但車身下半部的顏色多以金屬灰為主，且逐漸變成只能選擇單色車漆。另外，越來越少買家會選配乙烯基車頂，因此林肯不再提供此種材質包覆車頂。

### 動力總成
底盤方面，為了降低開發和生產成本，林肯採用福特豹平台並維持前置後驅的配置。氣壓懸吊成為二代 Town Car 的標配。制動系統與上一代相同，為 30 公分的煞車鼓，於隔年變成 25 公分的碟煞盤。1992 年式以前的車型可選配 ABS 防鎖死煞車系統，此系統在 1991 年式的煞車系統更改為碟煞後，於隔年起變成標配。而一般車型和 Signature 系列可選配原廠的拖曳套件（Trailer Tow Package）。
由於 Modular 引擎的開發進度延宕，因此第一年的引擎和變速箱皆沿用自上一代。1991 年式升級成可輸出 193 匹馬力的 4.6 升 Modular V8 引擎，這具引擎於 2014 年停產前，被廣泛地使用在其他福特集團內的車型。1994 年式開始，可輸出 210 匹馬力的雙出尾管版則變成標配。
1993 年式的變速箱升級為電子控制的 AOD-E。1995 年式再度升級為 4R70W，取自 Mark VIII，可輸出更高的扭力。

### 規格配備
第二代的 Town Car 分成三種規格，分別是一般車型（於 1991 年更名為 Executive）、Signature系列、Cartier Edition。
一般車型標配具 AM/ FM 收音機、卡帶播放器和四顆揚聲器的立體聲音響、儀錶板上的時鐘、前座 6 向電動座椅、6 人座布質座椅、帶有 OD 檔的 4 速自排、15 吋輪胎和稱作「SecuriCode」的keyless 系統，也就是在門上的數字鎖。
Signature 系列標配採真空螢光顯示的數位儀表板、行車電腦、古典的放射狀鋁圈和以金屬灰為基底的雙色車漆。另可選配真皮座椅、天窗、10 CD 光碟機、JBL 立體音響、防盜系統和車載電話。
Cartier Edition，以 Signature 系列為基礎標配 JBL 立體音響、防盜系統、前座 8 向電動真皮座椅附充氣腰枕、因應二代車型較大的後擋風玻璃而重設計的防眩光電致變色後照鏡。林肯提供此規格多種組合的雙色車漆和內裝顏色，後來更只有此規格才能看到原廠雙色漆的 Town Car。

#### 1993 年小改款
直瀑式水箱罩的排列方式沒有更動，依然是在粗的鍍鉻條之間插入細的鍍鉻條，但造型由平面變為波浪狀。車尾的橫置尾燈的內部排列由橫條狀變為一格一格猶如棋盤式的排列。
內裝顏色由木質調變為橘色調的核桃木。由於較多買家選擇數位儀表板，而林肯也想讓 Town Car 與 Crown Vic 和 Grand Marquis 有所區別，因此數位儀表板成為標配，並可以顯示車內溫度。

#### 1995 年小改款
這次的外觀更動幅度較大，車頭更為低扁流線。水箱罩仍為直瀑式，但更融入車身設計，鍍鉻條的設計較類似第一次改款前的造型。頭燈變得更細長並與水箱罩分離，採透明燈組設計。後照鏡加大並與車身同色。後門的三角窗也被拿掉了。車尾部分，橫置尾燈被分成三部分，兩側燈殼內各有三顆燈泡，倒車燈則置於正中間。
內裝的更動幅度同樣很大，開啟車門後，映入眼簾的是更流線的中控台，取樣自Mark VIII，儀錶板和門板皆有弧形的線條設計，而儀錶板內的的字體為斜體。受限於6人座的配置，Town Car沒有沿用Mark VIII的巨型的中央扶手，反而賦予可以變成椅背的扶手新的功能。林肯除了在扶手新增置物槽外，還多加了車載電話，配合音響的揚聲器和車內後照鏡的麥克風達到免持的效果。林肯也在多個車內按鍵加上背光以利操作，如座椅調整器、控制窗戶啟閉的面板和門鎖。行李箱和油箱蓋的開啟鍵從儀表板改到駕駛座側的門板下方。前排座椅升級成加熱座椅。收音機的天線被融入在後擋裡。
1996年式，更改車內冷氣的操作面板。Cartier Edition的儀表板和門板變為真正的木製飾板。
1997年式，後座中央扶手新增一對杯架。Cartier Edition在後座車頂新增化妝鏡。原本在前葉子板上的「Town Car」銘牌改為各規格的名稱，C柱上小窗的下緣也不再刻有各規格的名稱。

### 特仕車型

#### Jack NicklausSignature Series (1992-1997)
以 Signature 系列為基礎，有兩種版本，第一種版本是採綠色車身配白色車頂；內裝以白色皮革為底配綠色滾邊。第二種是單一綠色車漆配白色皮革內裝、綠色地毯等裝飾。在葉子板和中控台上有綠底金字的簽名徽章，左邊還有一隻金熊，車側帶有金色的車身線條，而部分車款的水箱罩和立標為金色。

#### Regatta Edition (1994)
同樣以Signature系列為基礎，以海洋為主題，共生產 1,500 輛。套件包括白色的牛津皮椅（可選配藍色滾邊）、藍色地毯等一系列藍色的內裝。於 C 柱上刺有「Ragetta」字樣和花紋。

#### Spinnaker Edition (1995)
此特仕車型取代了 Regatta Edition，套件包括「Spinnaker Edition」徽章、三層烤漆、雙色真皮座椅和 16 吋鋁圈。Continental 於隔年可選配此套件。

#### Diamond Anniversary Edition (1996)
此特仕車是為了紀念林肯成立 75 周年，套件包括「Diamond Anniversary」徽章、真皮座椅、電動天窗、木紋飾板、聲控車載電話、JBL 音響、防眩光電致變色後照鏡和循跡控制系統。基本上，此車原本能選配的都已成了標配。

#### Cypress Edition (1996)
以 Signature 系列為基礎，最大的特點是稱作「Cypress Gold Frost Metallic」的金色車漆，漆內添加雲母片，使其能在不同的光源和角度下折射出多種顏色，如金色、褐色、馬鞍棕和沙漠色等等。基於 Town Car 的車身鈑件使然，如雕塑品般的車身線條甚至看得到紅色及綠色的色調。套件包括紅底的「Cypress Edition」徽章、天窗和雙色真皮座椅。

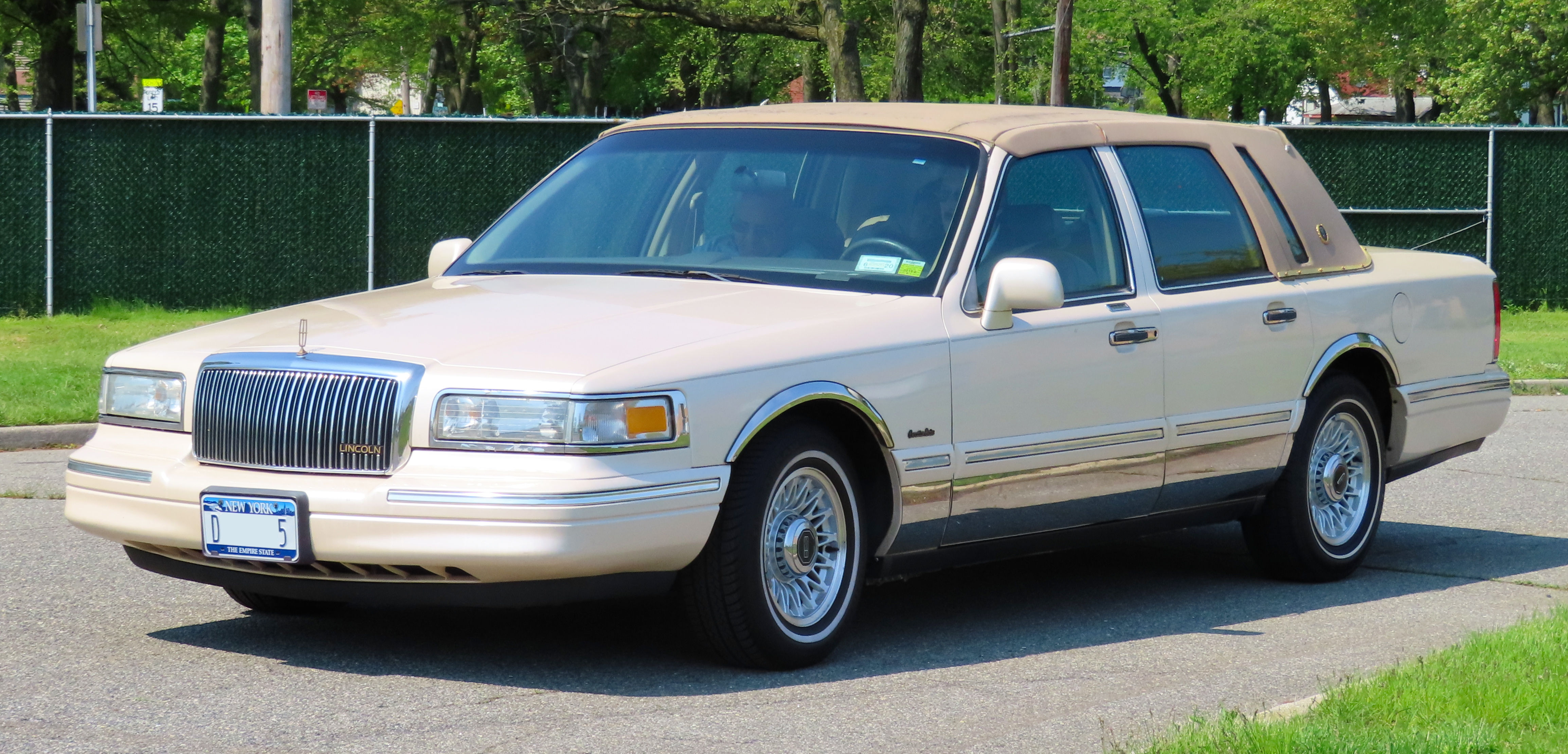
1997 Lincoln Town Car Executive
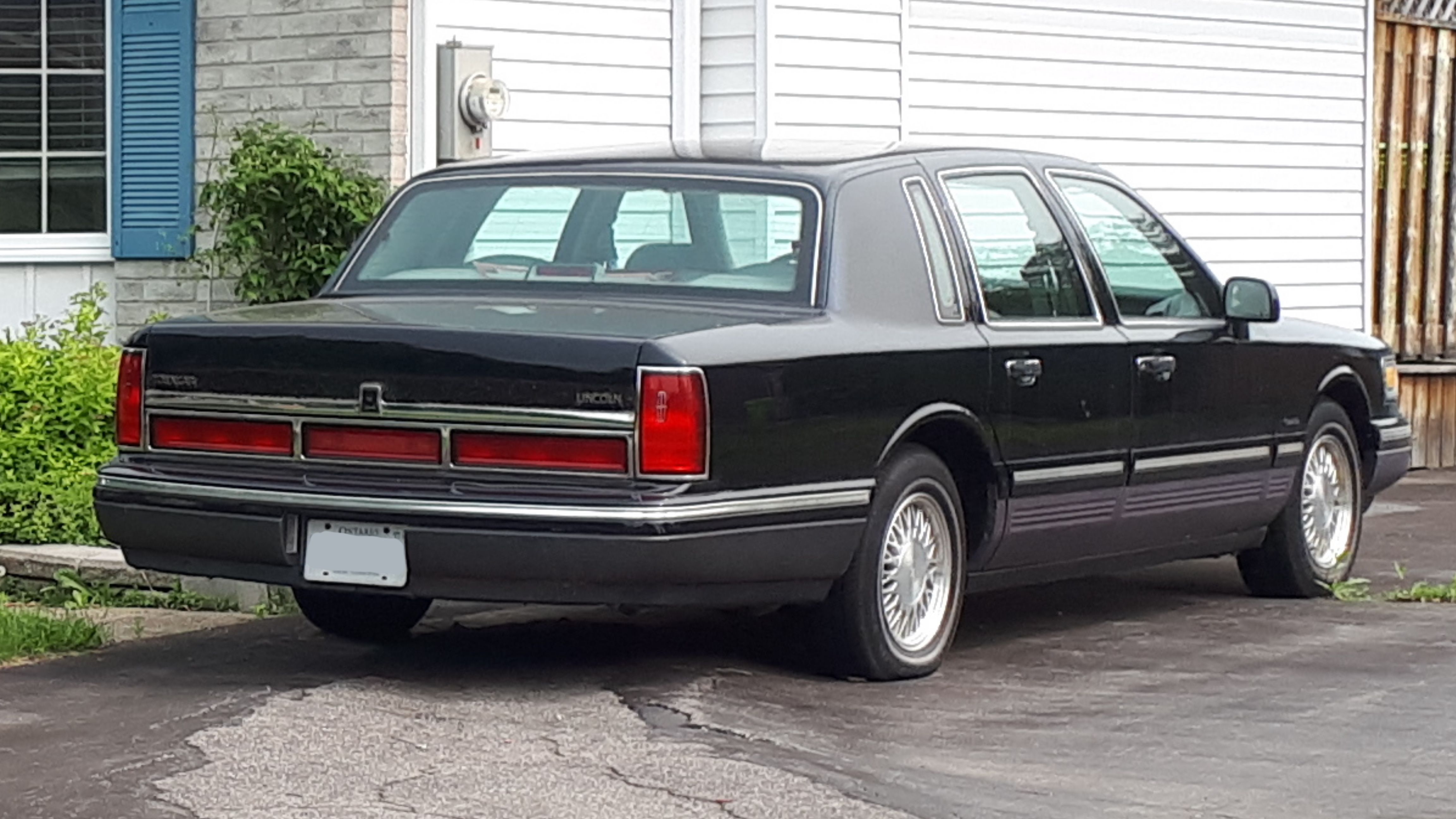
1995-1997 Lincoln Town Car
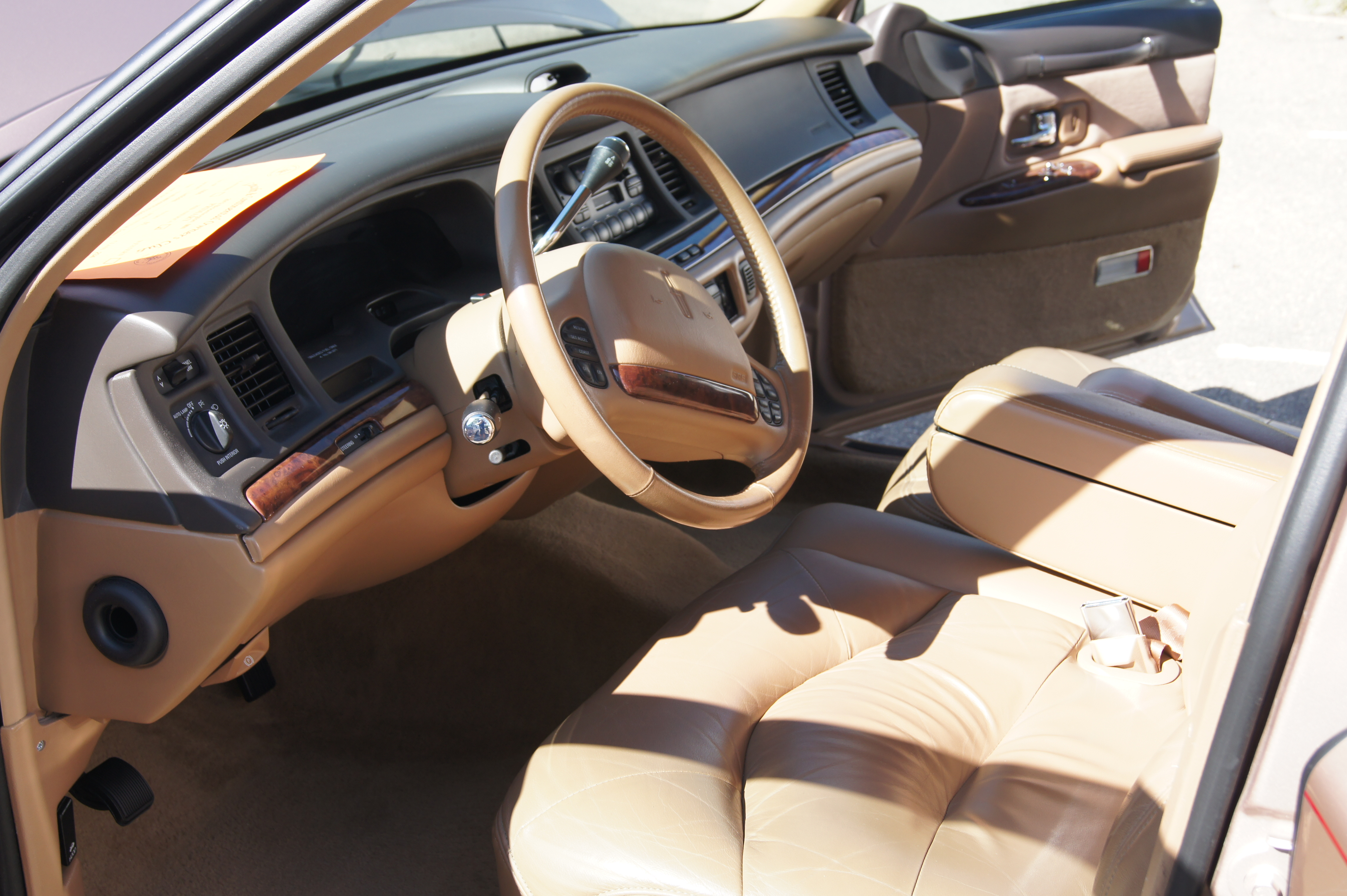
1996 Lincoln Town Car
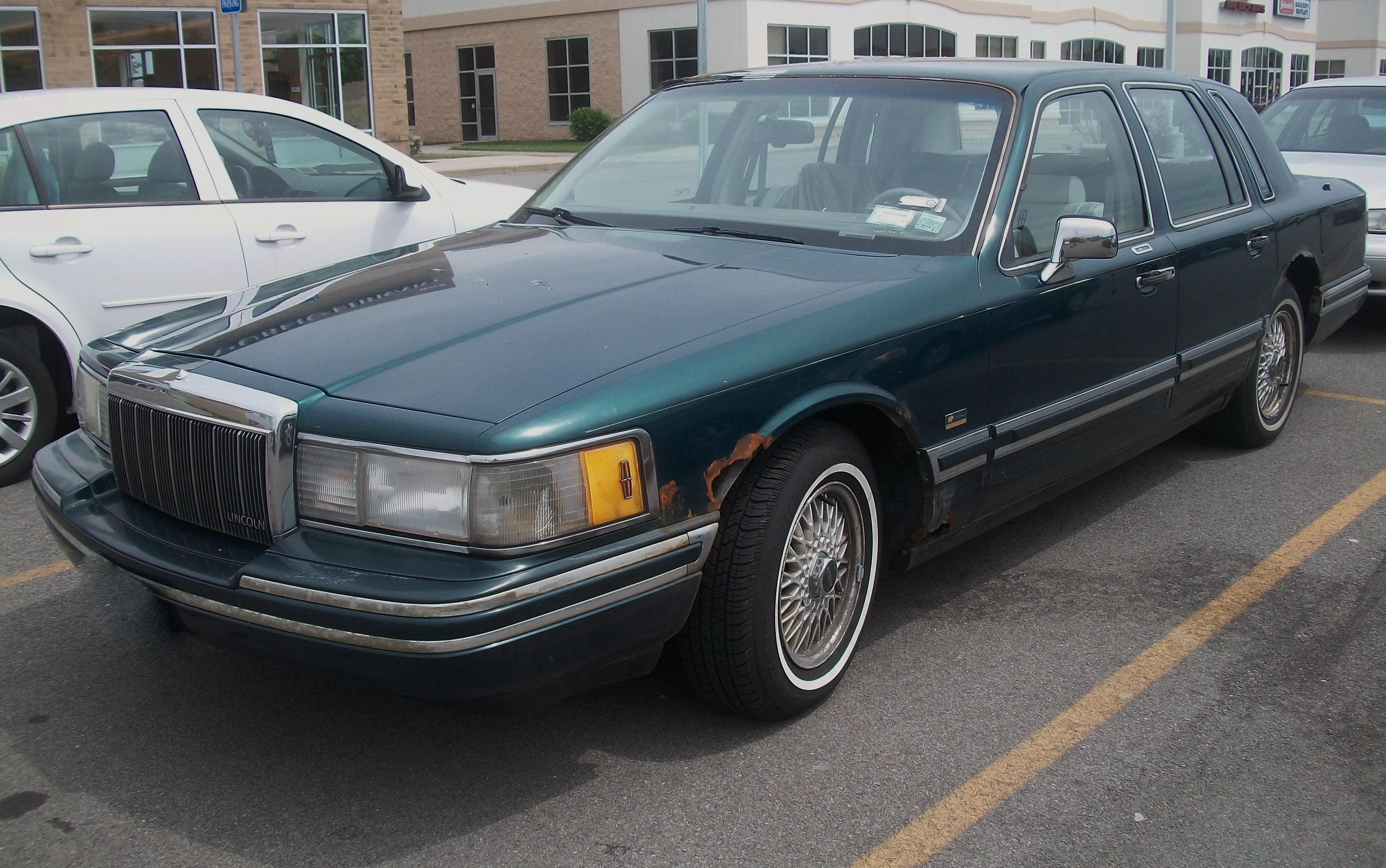
Jack Nicklaus Signature Series

## 第三代 (1998–2011)

### 車型背景
於 1997 年的紐約國際車展首次亮相，並在同年11月上市。採福特豹平台的車款在 1998 年都有推出新一代的車型。
自 1992 年到 2002 年，福特將 Lincoln-Mercury 部門合併升格成「Premier Automotive Group」，簡稱 PAG，是福特將其旗下的高階品牌合併成一個集團以方便管理，惟合併後林肯的銷量於 2000 年再次輸給凱迪拉克，這使福特於 2 年後中止此計畫並回到先前的組織結構。
因應福特的「The Way Forward」重組計劃，Town Car 的裝配廠自密西根移至加拿大的聖湯瑪士。

### 外觀設計
第三代的 Town Car 一改過去林肯方正剛硬的線條，反而借鏡同時期 Mark VII 和 Continental 的圓潤外觀。直瀑式水箱罩的外型變得不那麼立體，且線條更為圓潤並貼合車頭設計，立標也被拿掉了。C 柱也不再有劇院式側窗的設計。
為了在外觀上更具有識別性，Town Car 的尾燈採兩側獨立的包角式全紅燈殼，上面鑲有林肯廠徽。倒車燈和牌照框為同一組件，設計在行李箱上。
此代 Town Car 比上一代短了約 8 公分，寬了約 5 公分，高度則多了 2.5 公分，使其成為林肯 40 年來車高最高的房車。

### 動力總成
底盤方面，沿用福特豹平台。為了提升 Town Car 轉向的穩定度，採帶有瓦特連桿機構的懸吊裝置。前煞車卡鉗升級為雙活塞煞車卡鉗。2003 年式的車型對懸吊裝置有所調校，轉向系統首次使用 RP 齒條與小齒輪式轉向系統，取代原先使用已久的循環滾珠螺帽式。
引擎方面，沿用上一代的 Modular V8，Executive 和 Signature 規的馬力首次提升至 200 匹；配備雙出尾管的 Cartier 規為 220 匹；Signature Touring 規格更提升至 239 匹。2000 年式的 V8 引擎只餘兩種馬力規格，分別為 200 和 215 匹。2003 年式（含）以後的車型分別提升為 220 匹和235 匹。
1998 年式至 2002 年式的車型，變速箱使用 4R70W，2003 年後被 4R75W取代。

### 規格配備
第三代的 Town Car 分成三種規格，分別是 Executive、Signature 系列、Cartier Designer Edition。
1998 年式至 2001 年可選配“ Signature Sedan Touring Package”，也就是 Crown Vic 能選配的“Handling and Performance Package”，這兩款選配套件旨在升級懸吊裝置和提升操控性。性能配備包括雙出尾管、重裝升級過的懸吊系統、3.55 的後軸傳動比、前 30mm 後 18mm 的平衡桿（李子串）和加寬至 235mm 的 16 吋胎。前後保險桿和車門的鍍鉻飾條則變成與車身同色。內裝方面，飾板的材質為黑色鳥眼楓木，座椅升級為有穿孔的皮椅。
內裝部分，為了使操作更就手，林肯將 Signature 和 Cartier 規格的電動座椅控制面板從座椅側上移至門板，Executive 規則於隔年跟進。
1999 年式，座椅側面的安全氣囊成為全車系的標配，原本在 Executive 規格刪除的後座中央扶手回歸
2002 年式，林肯新增“ Premium Touring Sedan”供選配，套件包括天窗和 Alpine 音響主機。

#### 2003 年中改款
外觀部分，車頭的變動較大，水箱罩經修飾後更為立體，立標也回歸了，而保險桿也更為突出。車尾的變動較小，維持全紅燈殼的設計，但拿掉燈殼上的林肯廠徽，牌照框則是被加長。
內裝部分，為了再次加強識別性，收音機、車內空調被整合在中央面板，最上方有指針式時鐘。整個中控台上半部以木紋飾板包覆，並以長條緞面金屬區分上下半部。除了 Executive 規格外，其他規格皆標配超音波停車輔助系統和電動啟閉行李箱蓋。
音響方面，Town Car 首次使用 Pioneer 製的 GPS 衛星導航系統，具 DVD 播放功能。同年，林肯推出名為「Soundmark」的音響系統，不僅配備 9 顆高級喇叭，還包括位在後座後面的重低音喇叭、前後同軸揚聲器、一顆擴大器、並搭載 AM/ FM 收音機、卡帶和 CD 播放器等許多功能。原本標配的卡帶播放器被帶有 AM/ FM 收音機的音響系統取代，配備四顆揚聲器，分別置於前車門板上和後排座椅後方，CD 換片箱仍然能使用並置於行李箱裡。
2004 年式，Executive 被當作商用版的規格銷售，任何冠上 Cartier 名字的規格也終止供應。因應 Cartier 規的停產，林肯新增「Ultimate」作為最頂級的規格，配備升級過的皮革座椅和整合 GPS 衛星導航和收音機的中央觸控螢幕。
2005 年式，Ultimate 規分別被「Signature Limited」規和 2006 年式新增的「Designer Series」規取代。Signature Limited 規的音響系統升級為經 THX 認證的 Soundmark 影音系統，在前車門版上新增高音揚聲器和更強勁的擴大器。無論哪一種收音機規格的 Town Car 都能選配收聽天狼星衛星電台（Sirius Satellite Radio, 或作 SDARS 或 Sirius XM）。另外，方向盤於 1996 年來終於被重新設計了。
2006 年式，林肯新增 Designer Series 規格，標配鍍鉻B柱和車門外把手、17吋鍍鉻鋁圈、雙色內裝、普羅旺斯式樣的皮椅和可調整的頭枕。儀錶板也終於增加轉速表，使 Town Car 成為全美最後一批沒有轉速表的車型之一。
2008 至 2011 年式，林肯將 Town Car 的車型縮編到只剩 Signature Limited 規，而商用版仍維持 Executive 單一規格設定。上述的影音和音響系統不僅已停產，且皆被精簡成 6 片式 CD 光碟機，僅搭載基本音響功能，上方有一傳統時鐘，換片箱則塞在中控台裡面。為了簡化生產流程，林肯增減了一些配備使得選配件只餘台灣國際航電（Garmin）製的 GPS 衛星導航、HID 頭燈、白邊胎、拋光過的18輻式鋁圈和行李箱收納袋等配件。

### 特仕車型

#### Limited Edition (2003–2005)
於 2003 年推出，套件包括 C 柱上的 Limited 徽章、14 幅式的 17 吋鋁圈、HID 頭燈、霧燈、電動啟閉行李箱蓋和加熱記憶座椅等配備。
2004 年，只供 Ultimate 規選配，重點配備包括雙色車身、鍍鉻 B 柱、C 柱上的 Limited 徽章、9 幅式鋁圈、鑲嵌林肯廠徽的雙色皮椅和繡有“Limited”字樣的地毯。
2005 年，只供 Signature Limited 規選配，重點配備與前一年大致相同，但少了霧燈。

#### 25th Anniversary Edition (2006)
這是為了紀念 Town Car 誕生 25 周年所推出的特仕車，以 Signature Limited 為基礎。重點配備包括鍍鉻 B 柱、車門外把手和 9 幅式鋁圈、「25th Anniversary Edition」徽章、霧燈、內嵌「25th Anniversary Edition」的迎賓踏板、以桉木包覆的方向盤、前座為 40/20/40 分離式的皮椅，和其對比色的滾邊都採普羅旺斯式樣設計、後座有可調整的頭枕。

#### Continental Edition Package (2010–2011)
只供 Signature Limited 規選配，套件包括「Continental」徽章、鍍鉻B柱和鋁圈，於前排座椅和地毯繡有「Continental」字樣。

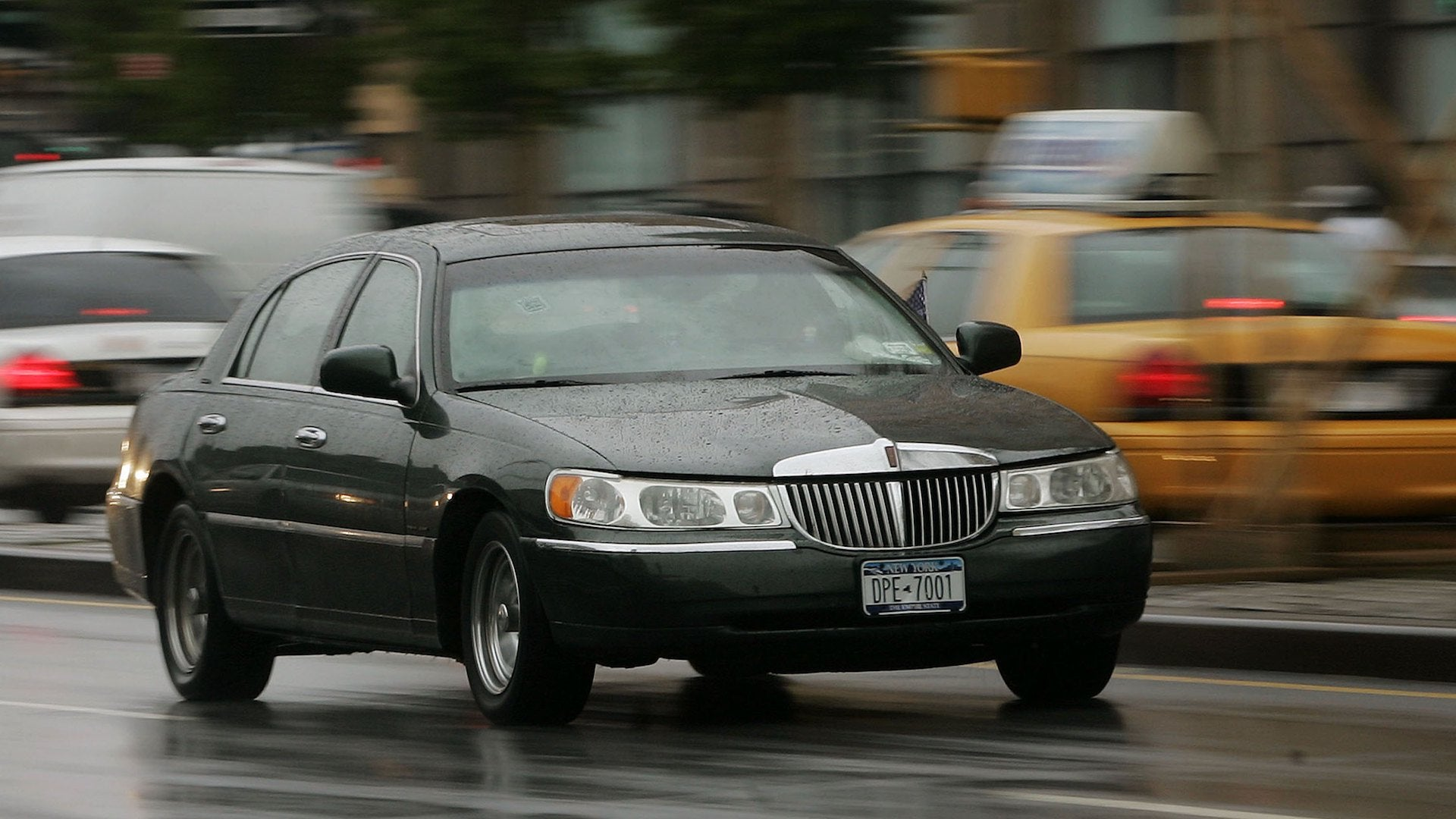
1998 Lincoln Town Car
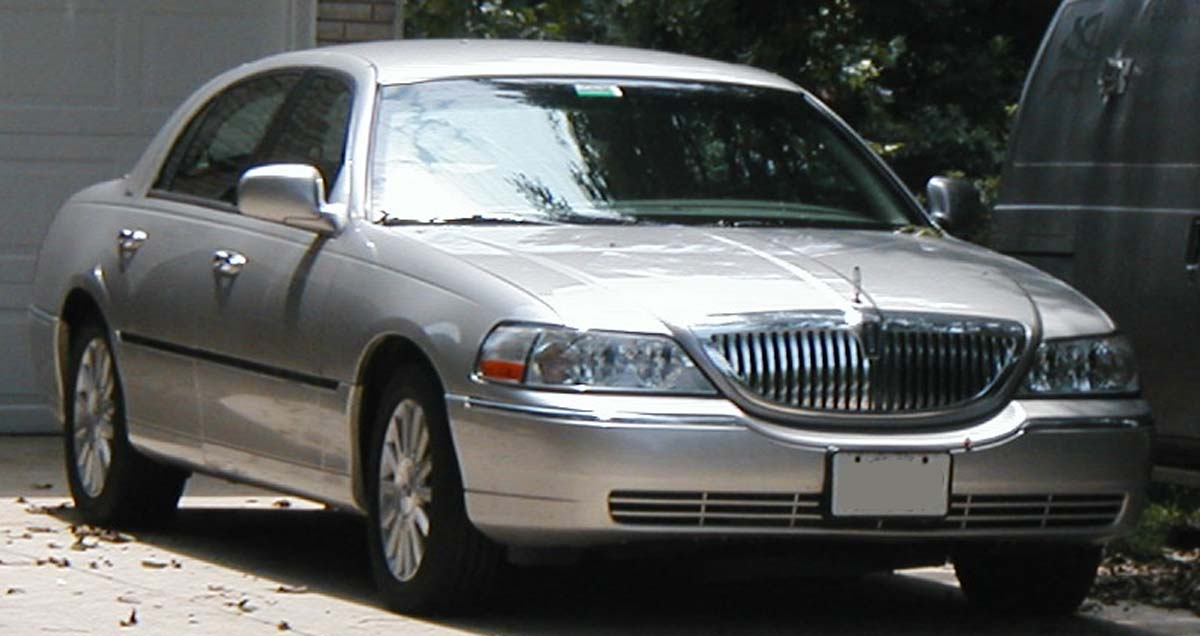
2003 Lincoln Town Car
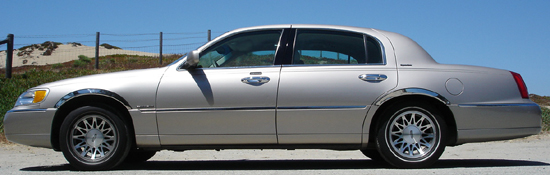
1998-02 Lincoln Town Car
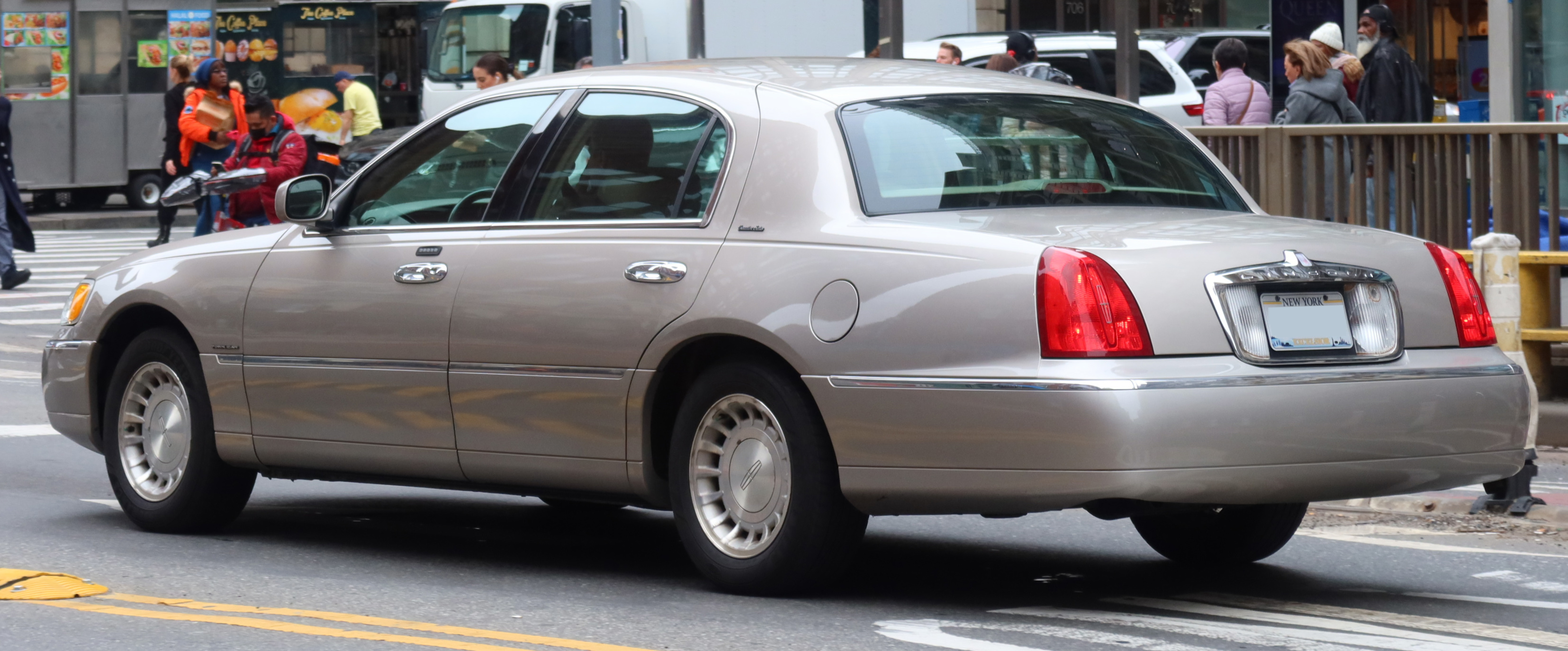
2002 Lincoln Town Car Executive
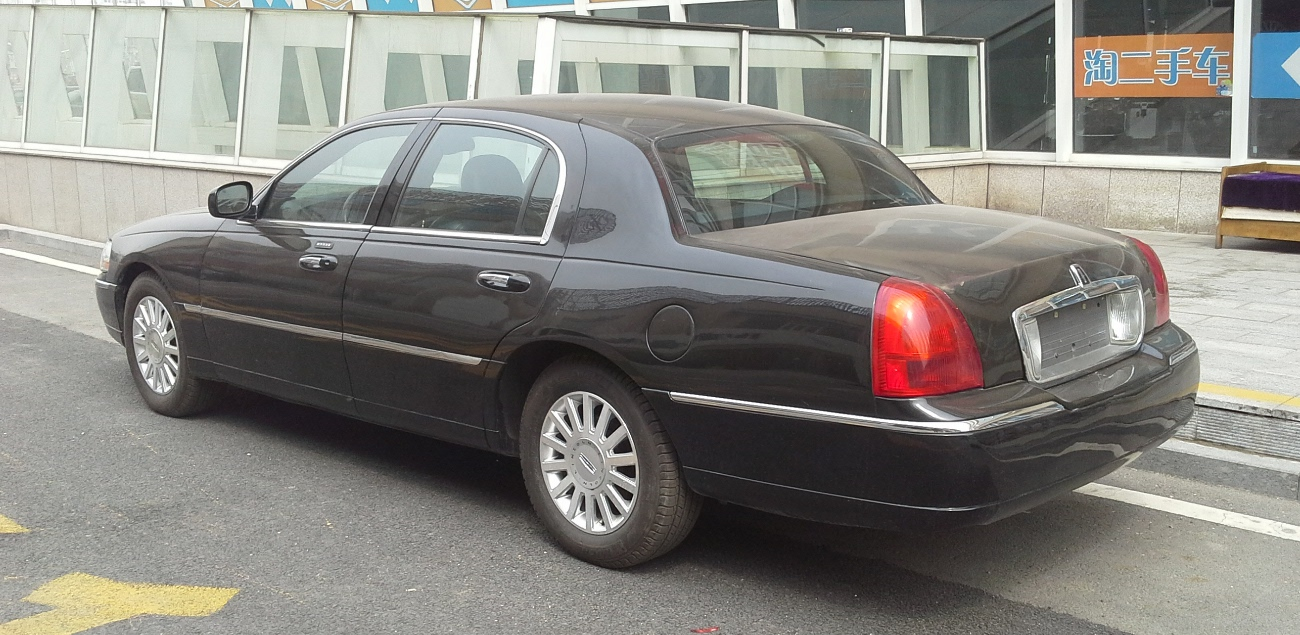
2003 Lincoln Town Car
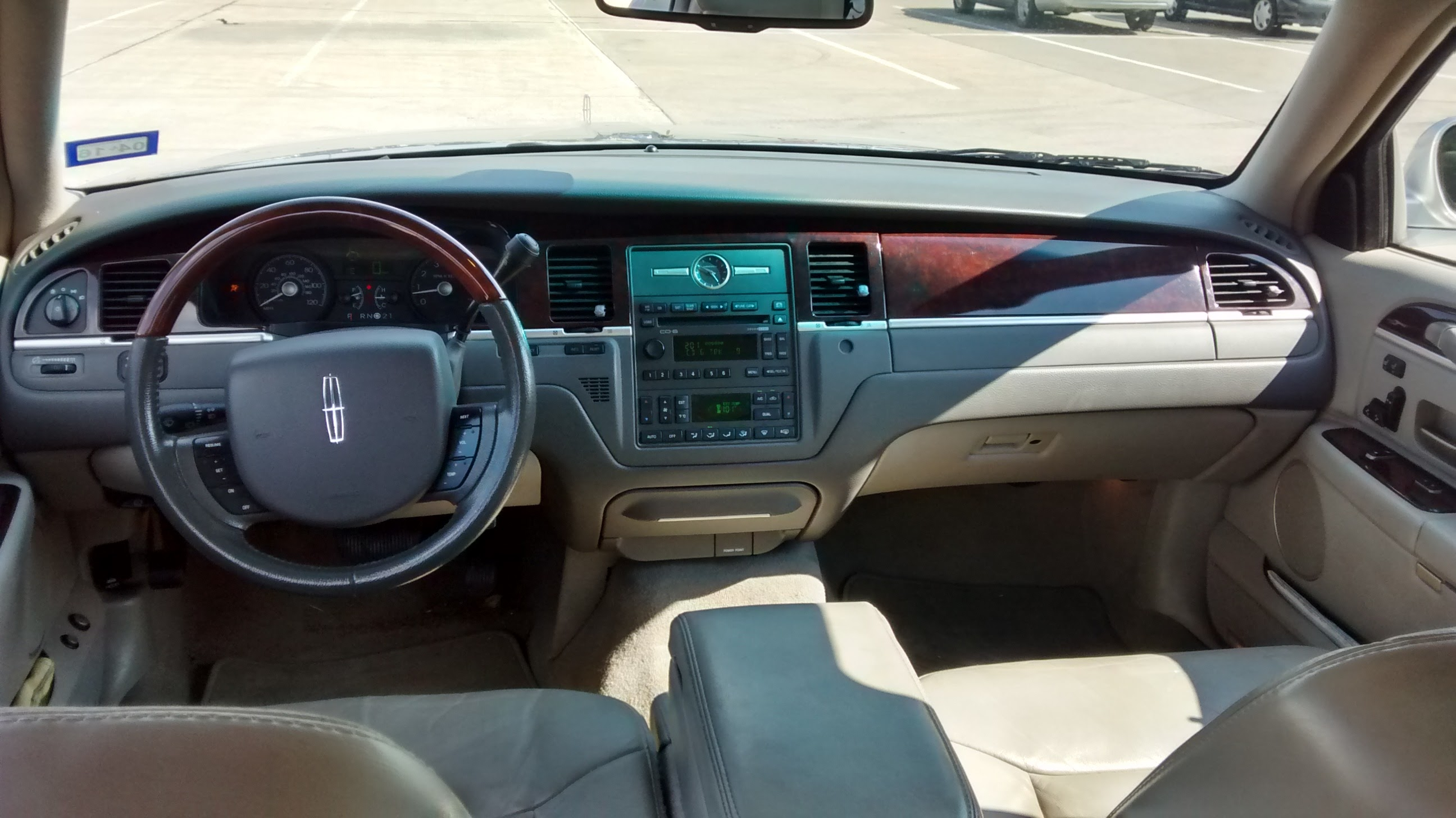
2006 Lincoln Town Car Signature Limited
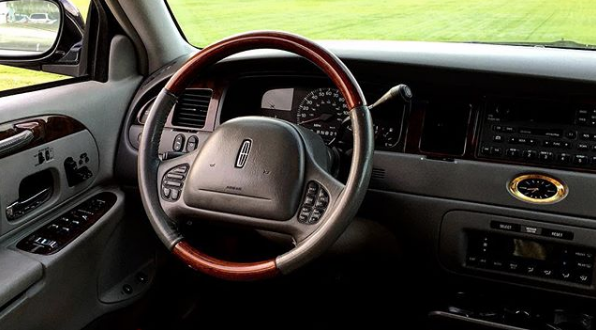
2001 Lincoln Town Car Cartier
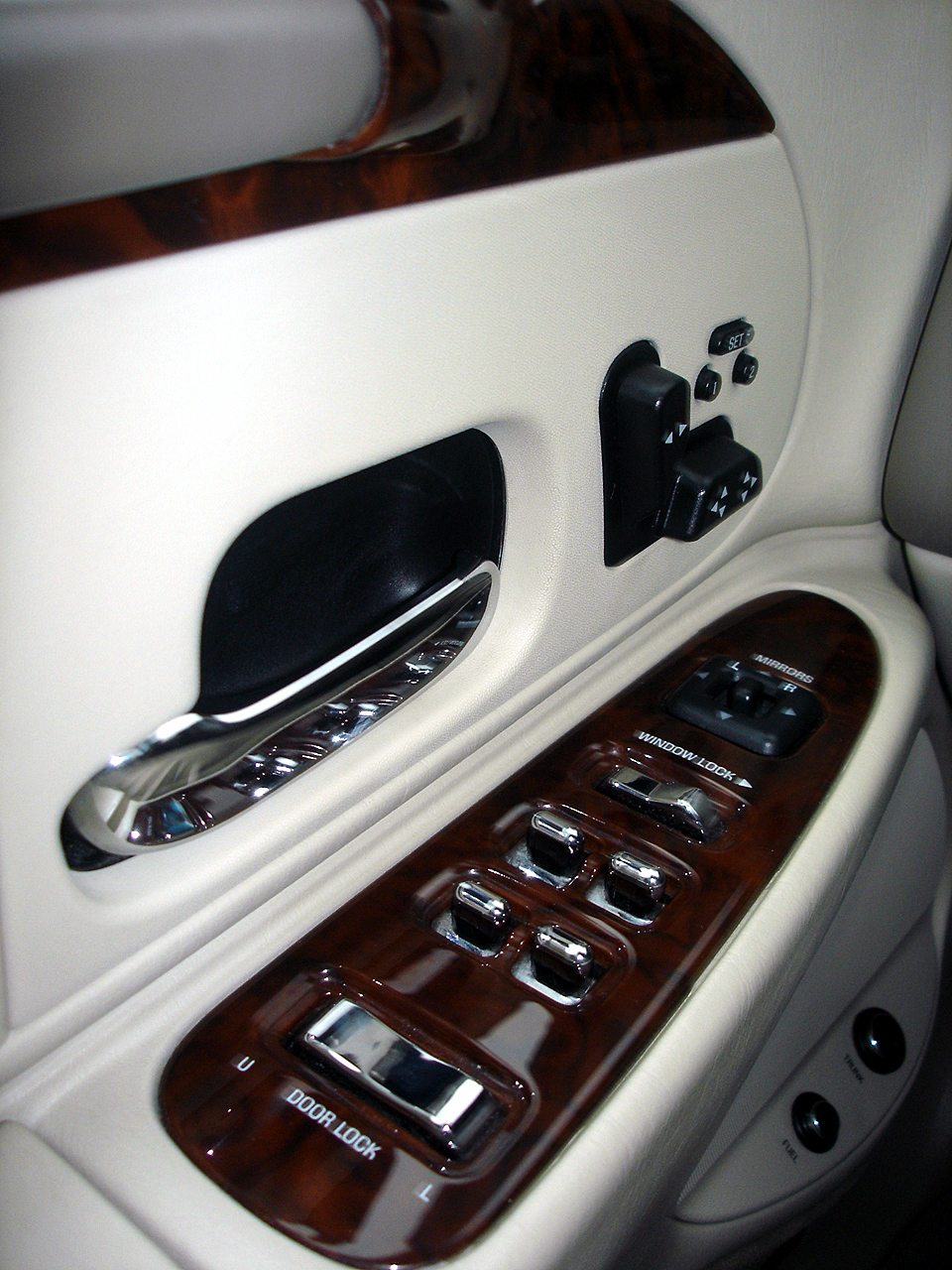
1998-02 Lincoln Town Car
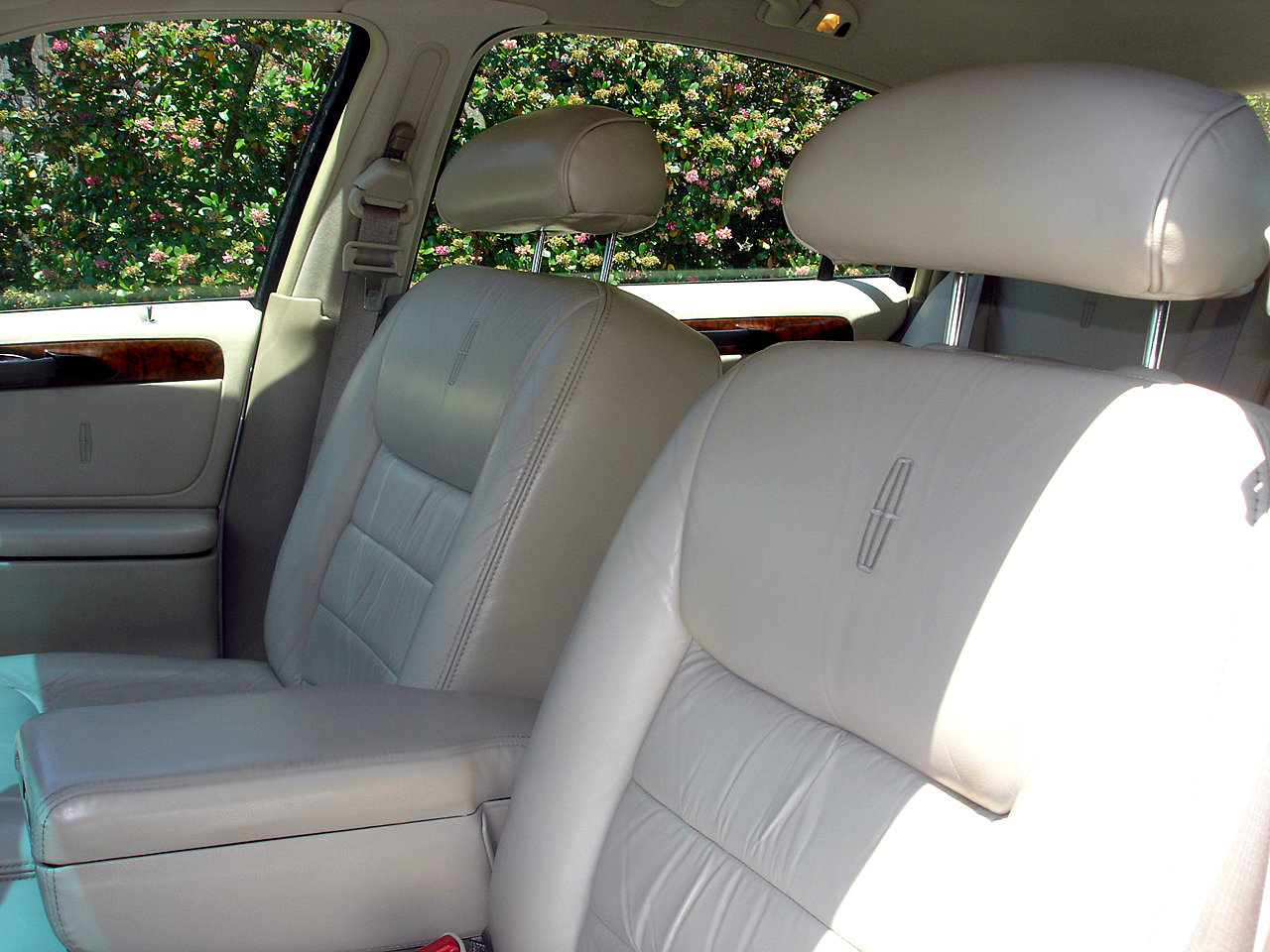
1998-02 Lincoln Town Car
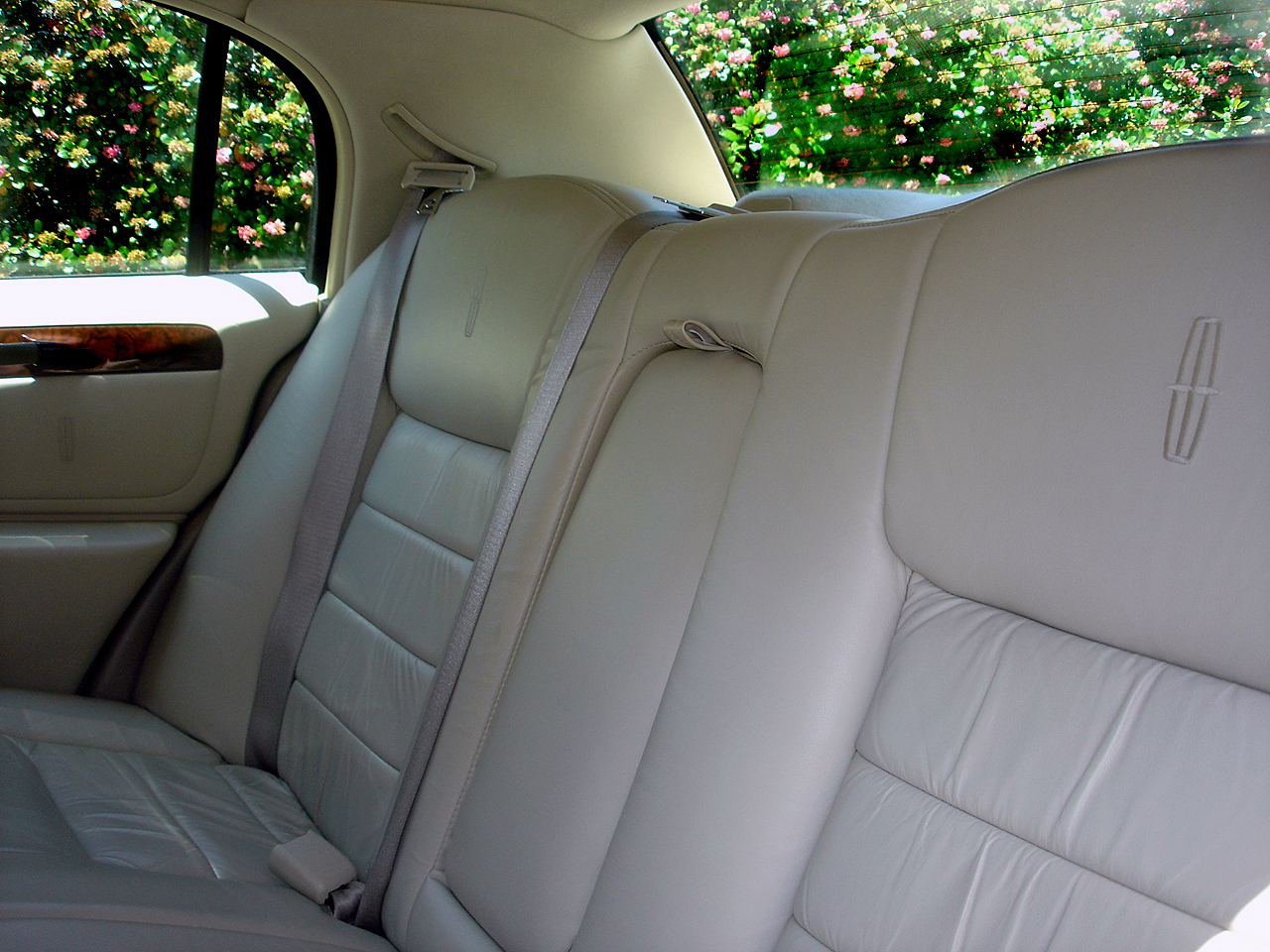
1998-02 Lincoln Town Car

## 衍生車型
V8 引擎、後驅、大器的外型和寬敞的車內空間，還有其耐操的承載式底盤使 Town Car 從誕生以來一直在私人接送市場內備受愛戴。除了能總行駛里程能遠超過 65 萬公里大關外，其機械零件也與多款車型共用，這意味著能以便宜的價格快速地進行維修。

透過福特的 QVM 部門（Qualified Vehicle Modifier），許多基於 Town Car 底盤的靈車、加長型禮車和各式特殊車種都藉由此部門改造。

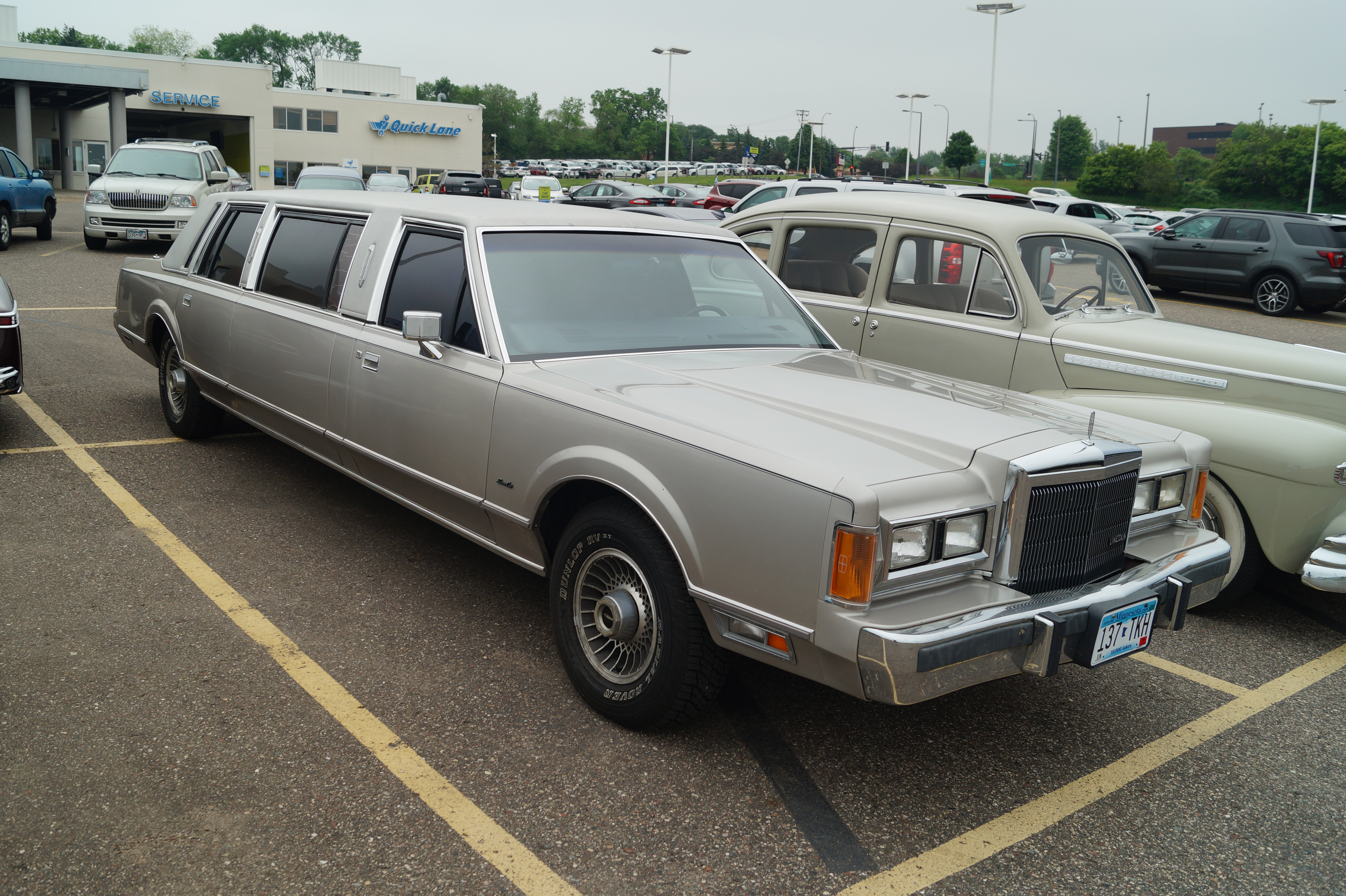
1989 Lincoln Town Car Limousine
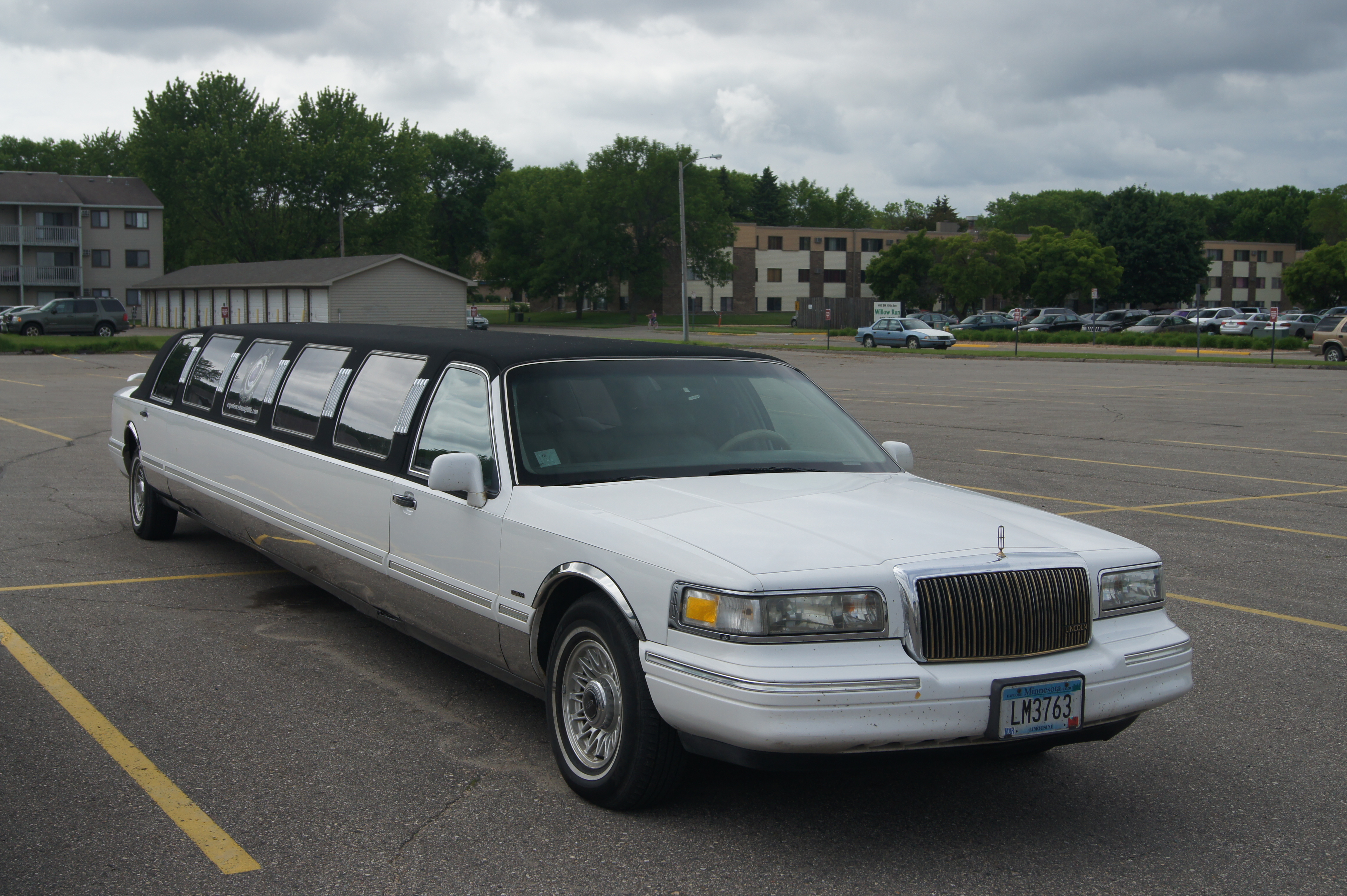
1995-97 Lincoln Town Car Limousine
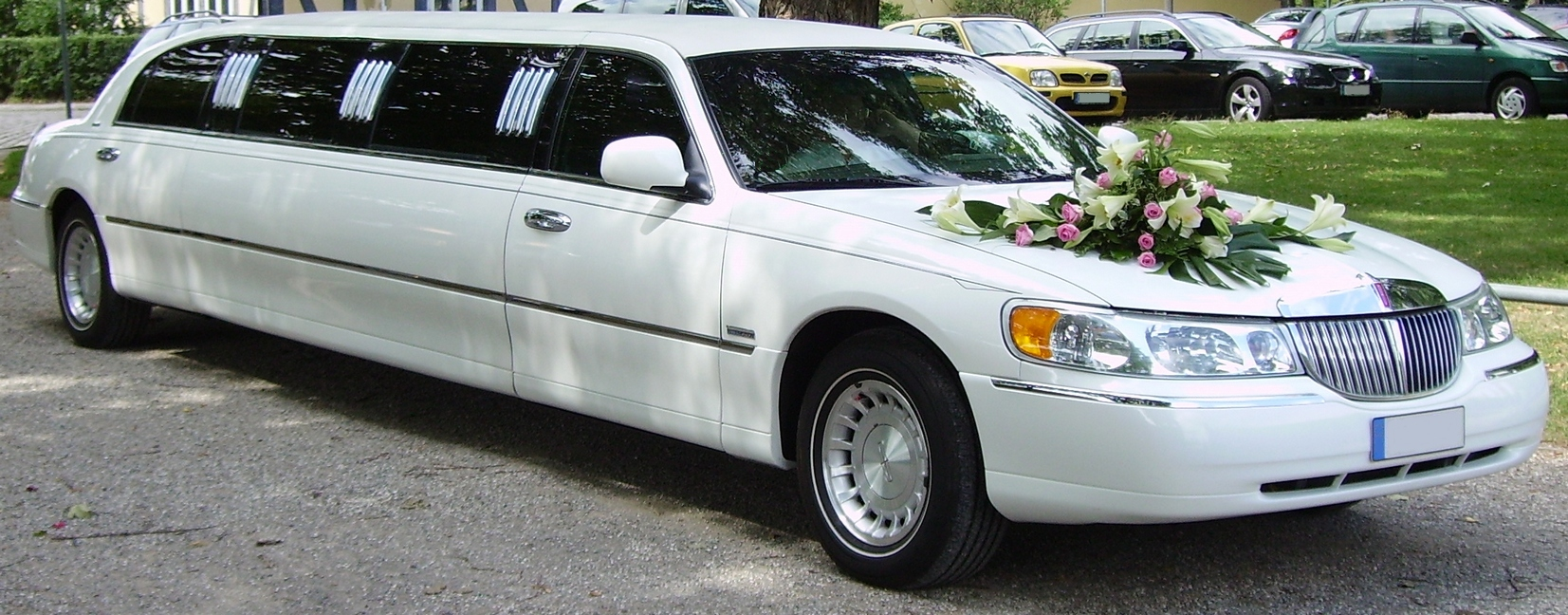
1998-02 Lincoln Town Car Limousine
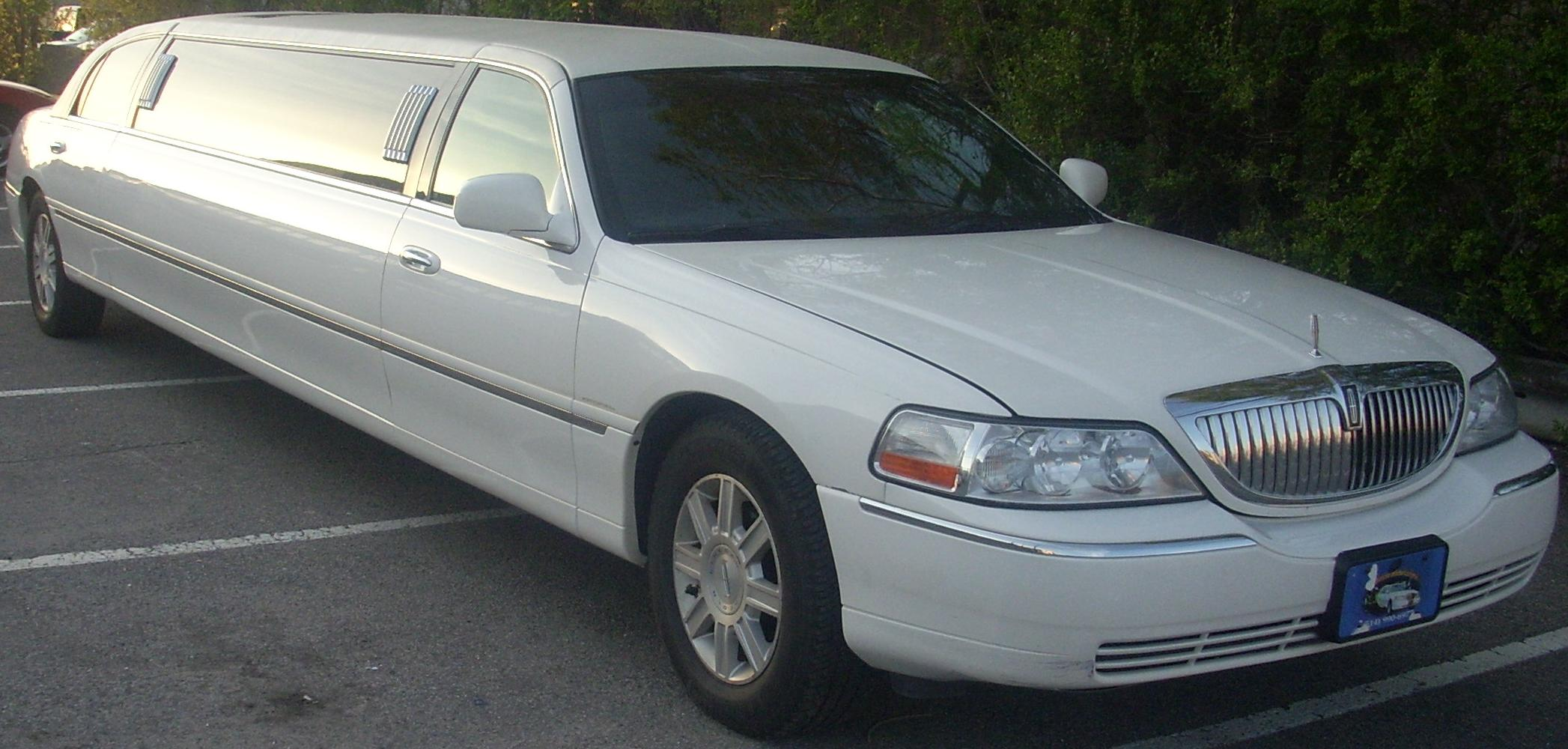
2003-11 Lincoln Town Car Limousine
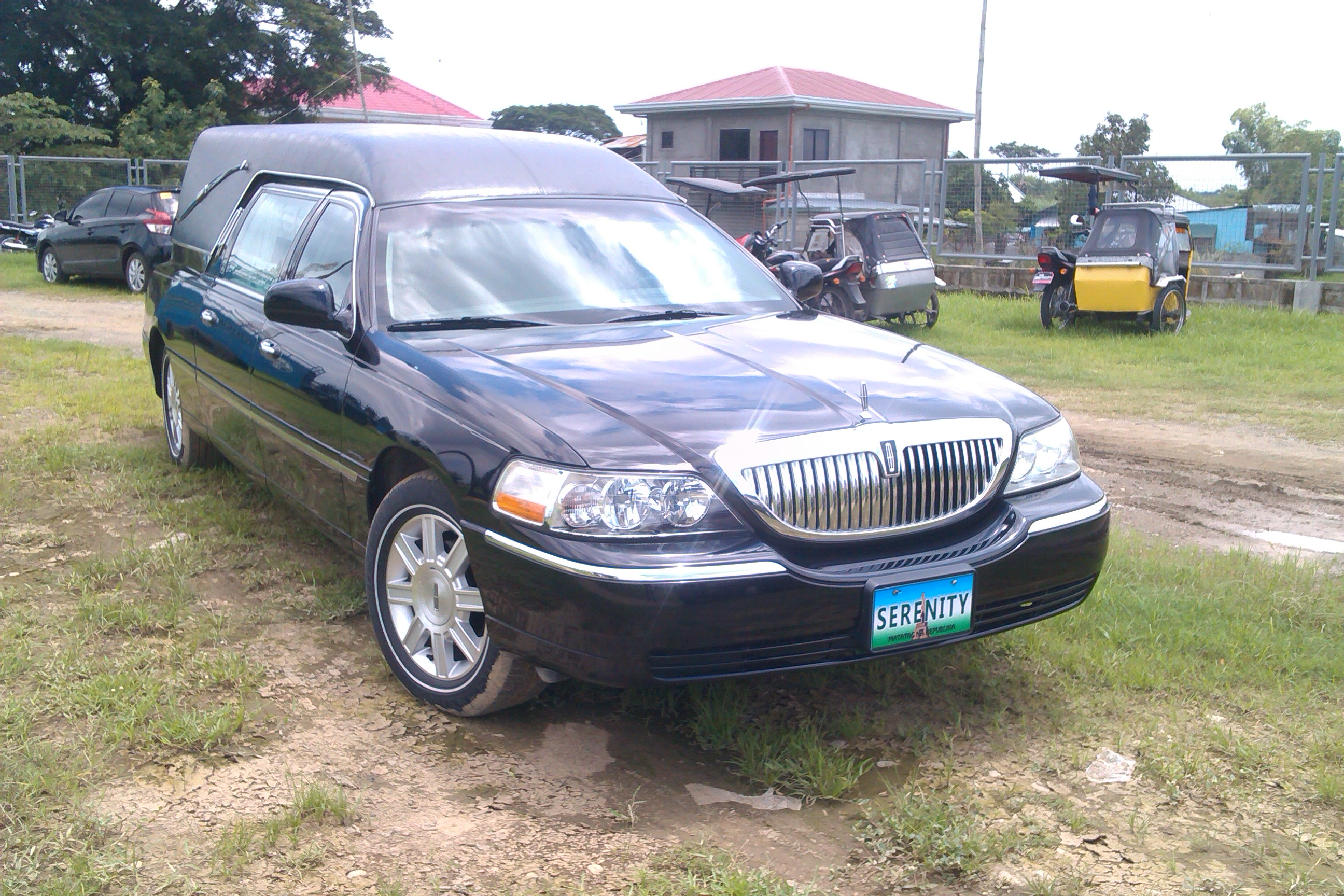
菲律賓的 Town Car 靈車
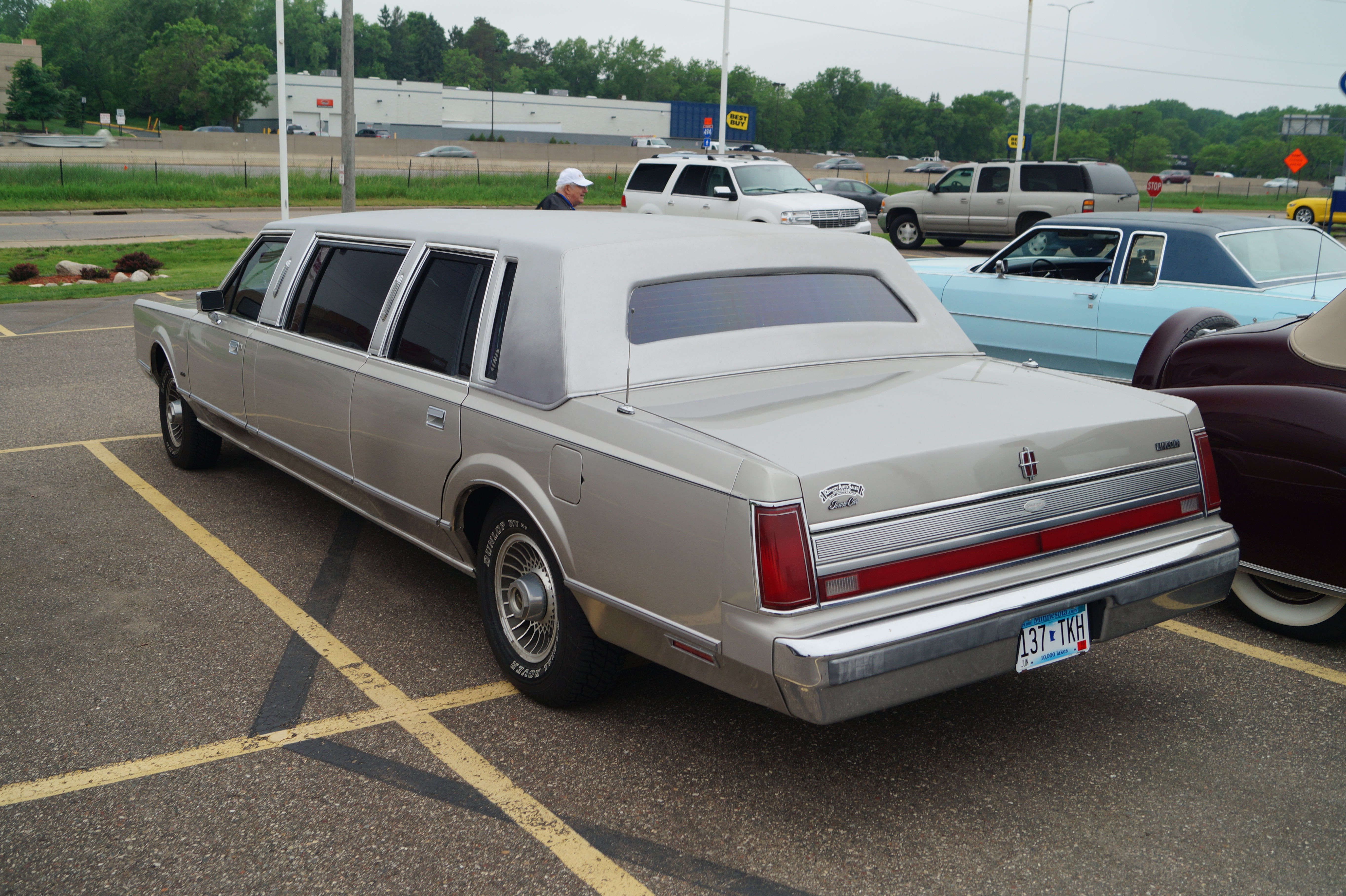
1989 Lincoln Town Car Limousine
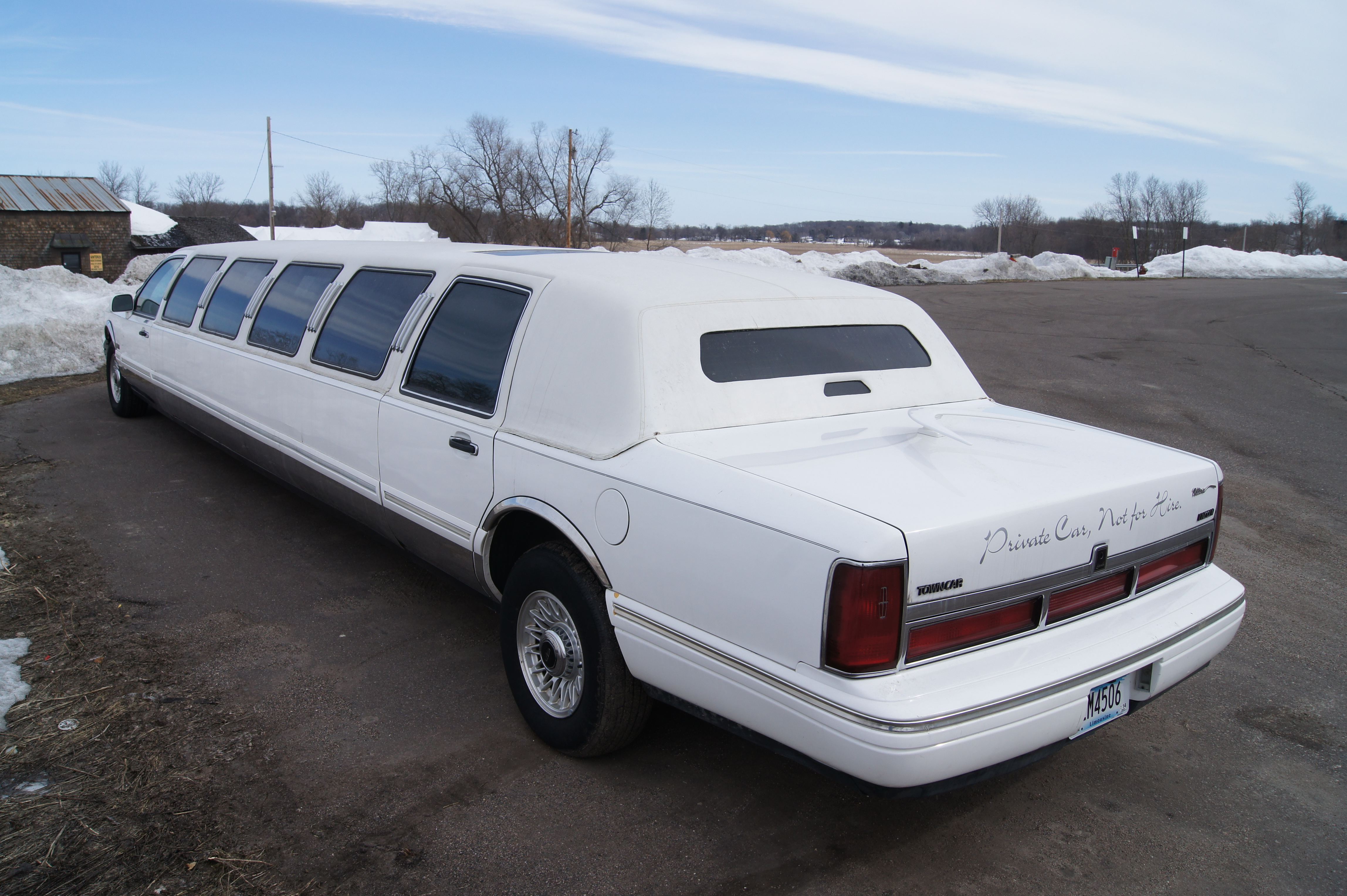
1997 Lincoln Town Car Limousine
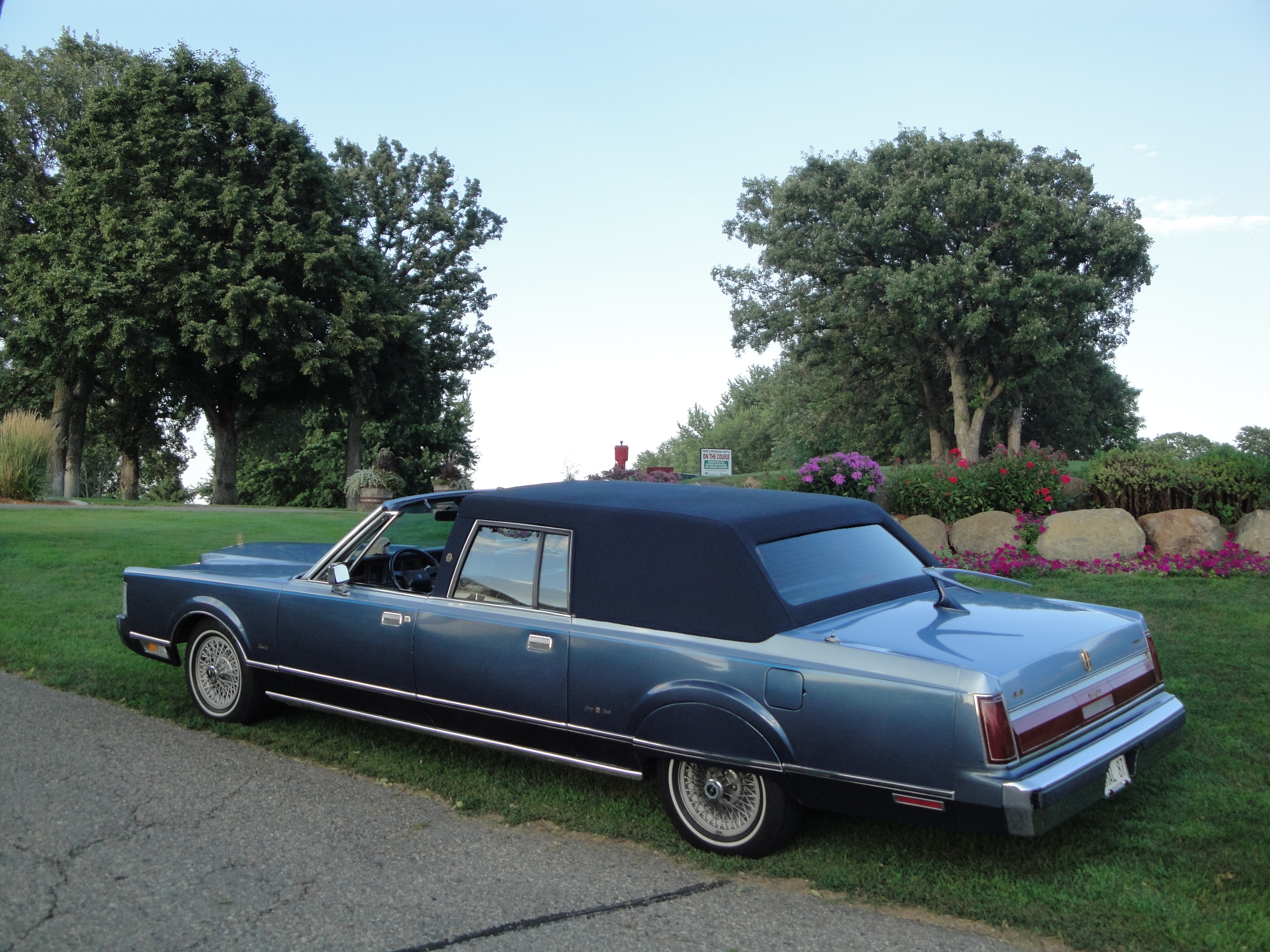
改成正統 Brougham 車體的 1987 Lincoln Continental Town Car
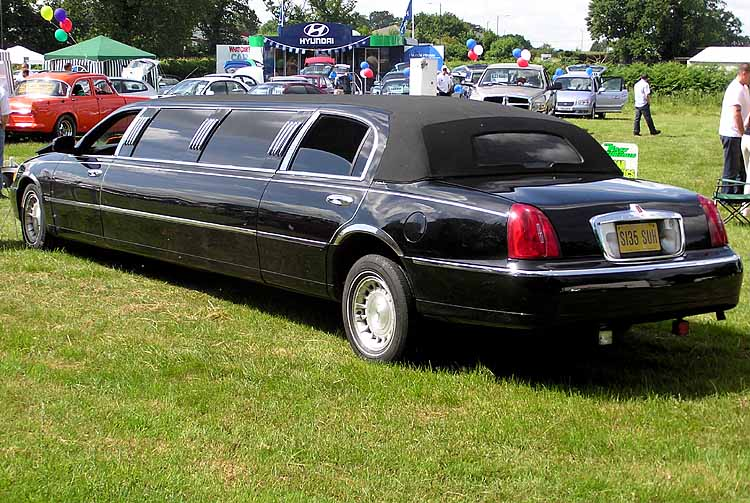
1998-02 Lincoln Town Car Limousine
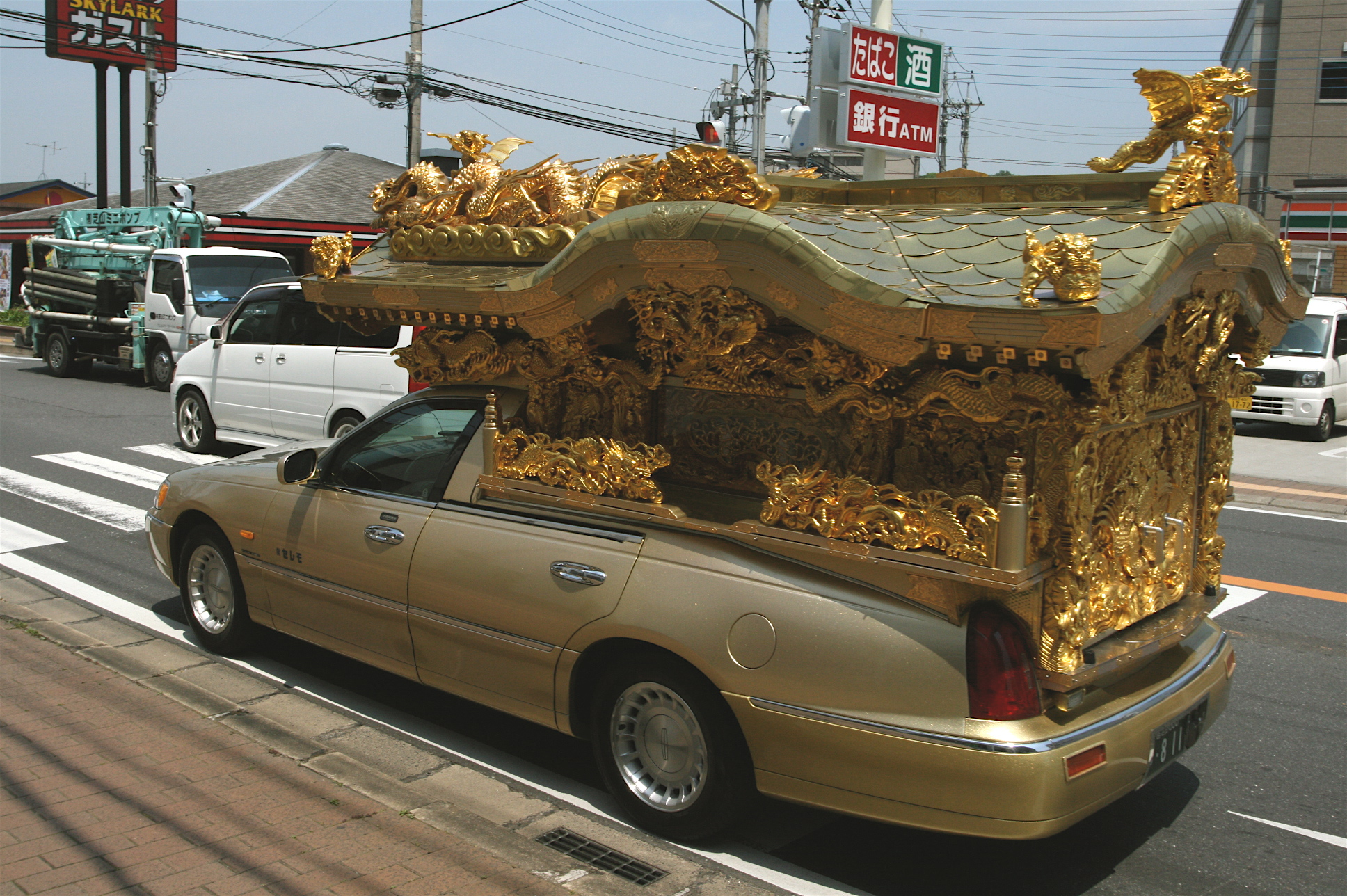
以 1998-02 Town Car 改的日本佛祖車

### Town Car L
自 2001 年式起新增基於 Cartier 規格的加長版車型，和 Crown Vic 一樣，後座腿部空間都是加長 150mm。為了節省成本，林肯只對B柱進行加長，後車窗的大小與一般車型相同，於 B 柱上鑲有林肯廠徽。後座的中央扶手上可以遙控收音機和車內的空調系統，副駕駛座可以前後調整位置。
2003 年式，後門連同車窗一併被加長，B 柱的大小則與一般車型相同。
2004 年式，因應一般車型的編成，Cartier L 更名為 Ultimate L，並新增商用版的 Executive L 規格。

2005 年式，從這一年開始，Ultimate L 更名為 Signature L。

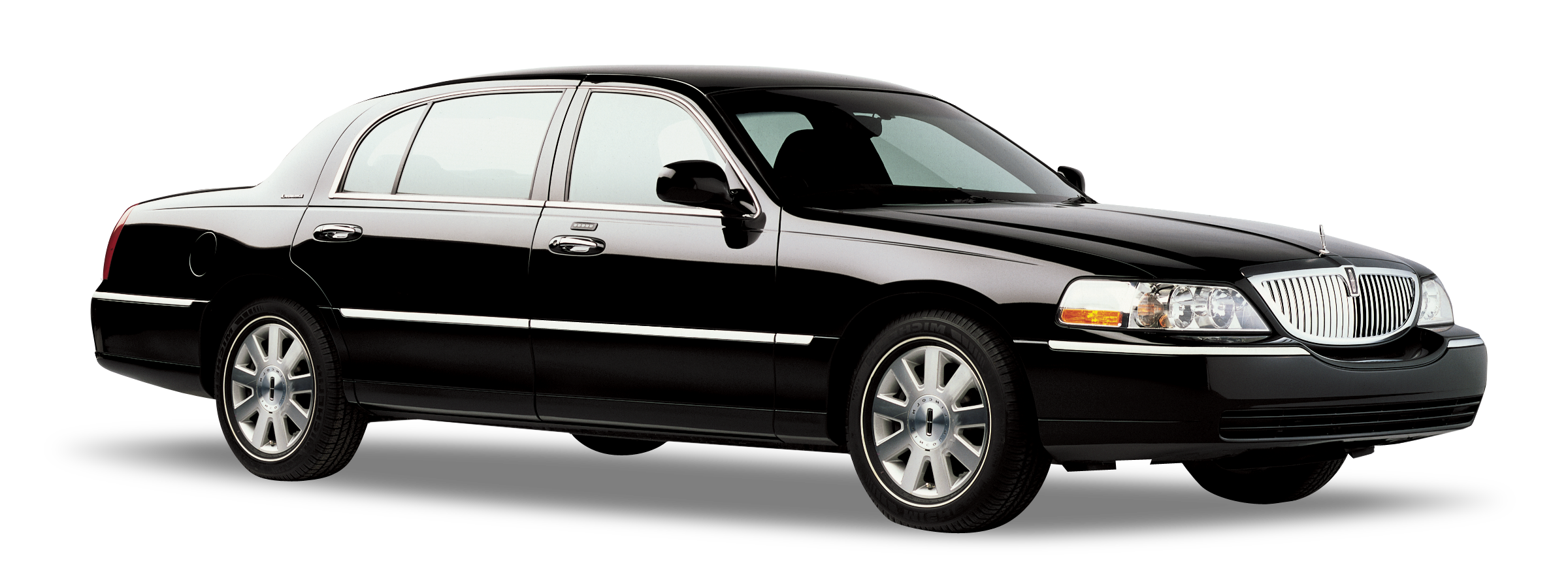
商用版的 Executive L 規格
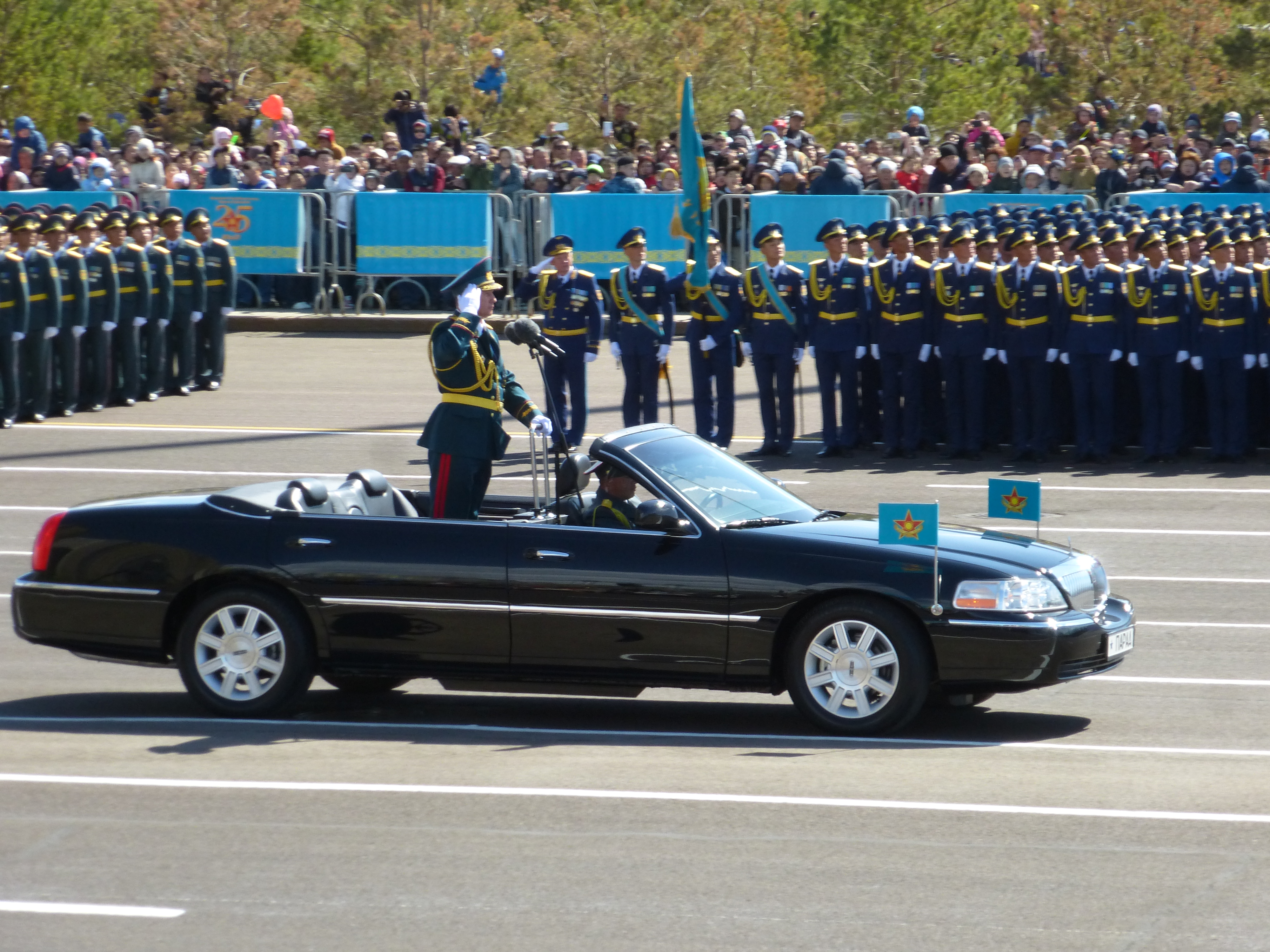
哈薩克陸軍總司令之閱兵車
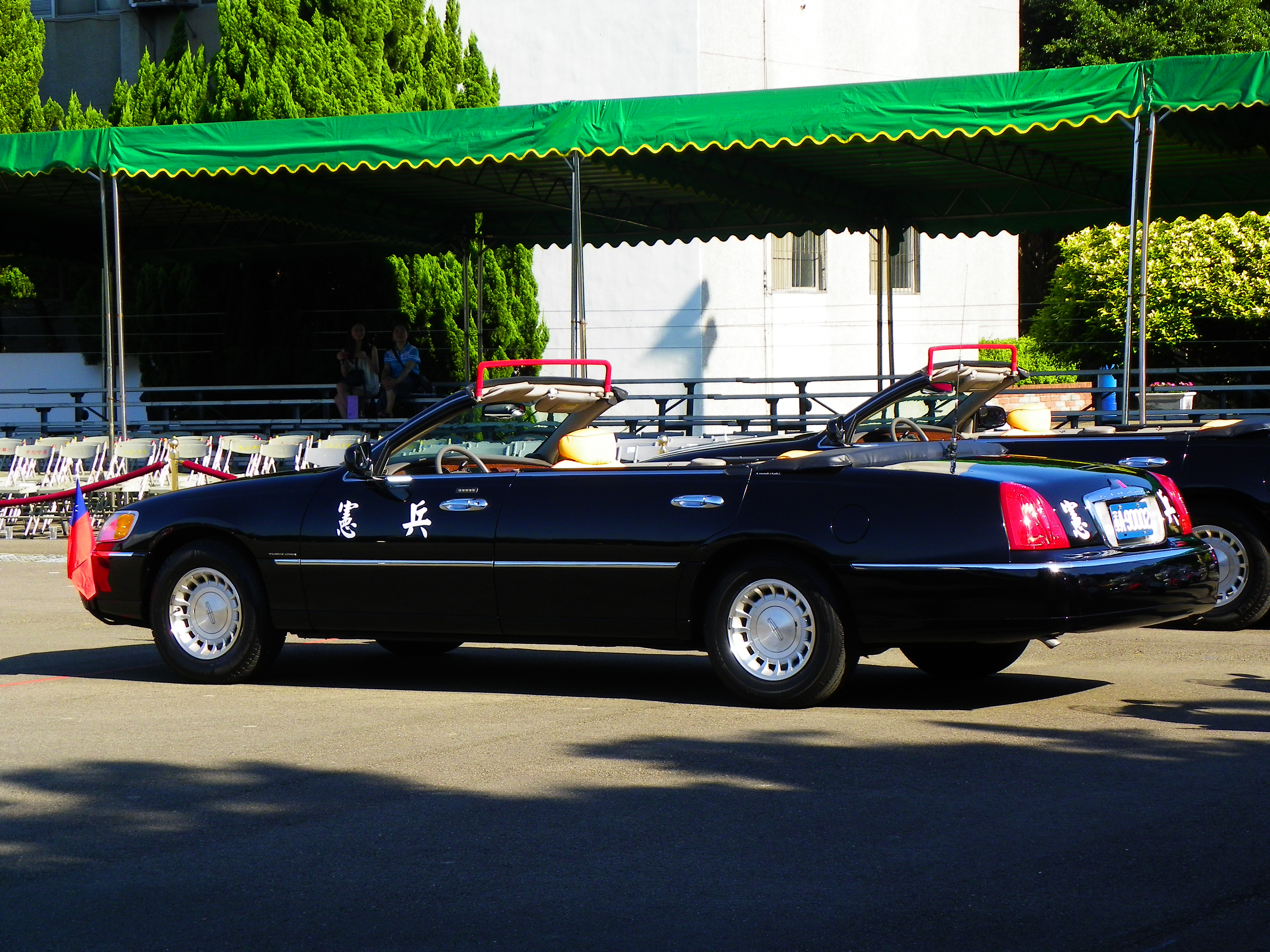
將車頂削除供中華民國憲兵使用

### 1989 Lincoln Town Car Presidential Limousine
取代上一任美國總統雷根的凱迪拉克 Fleetwood，老布希任內皆使用這一輛作為總統座車。車長超過 6 公尺，搭載福特的 7.5 升貨車引擎。

截至 2023 年，這輛 1989 年的 Town Car 是林肯最後一次被白宮選用的總統座車。目前存放於美國德州的老布希總統圖書館。

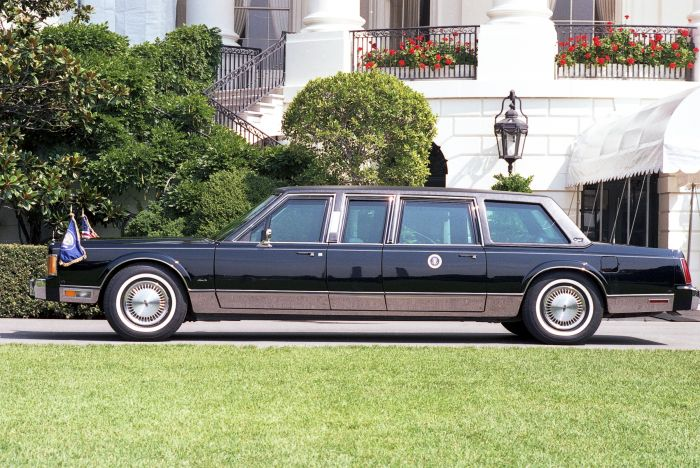
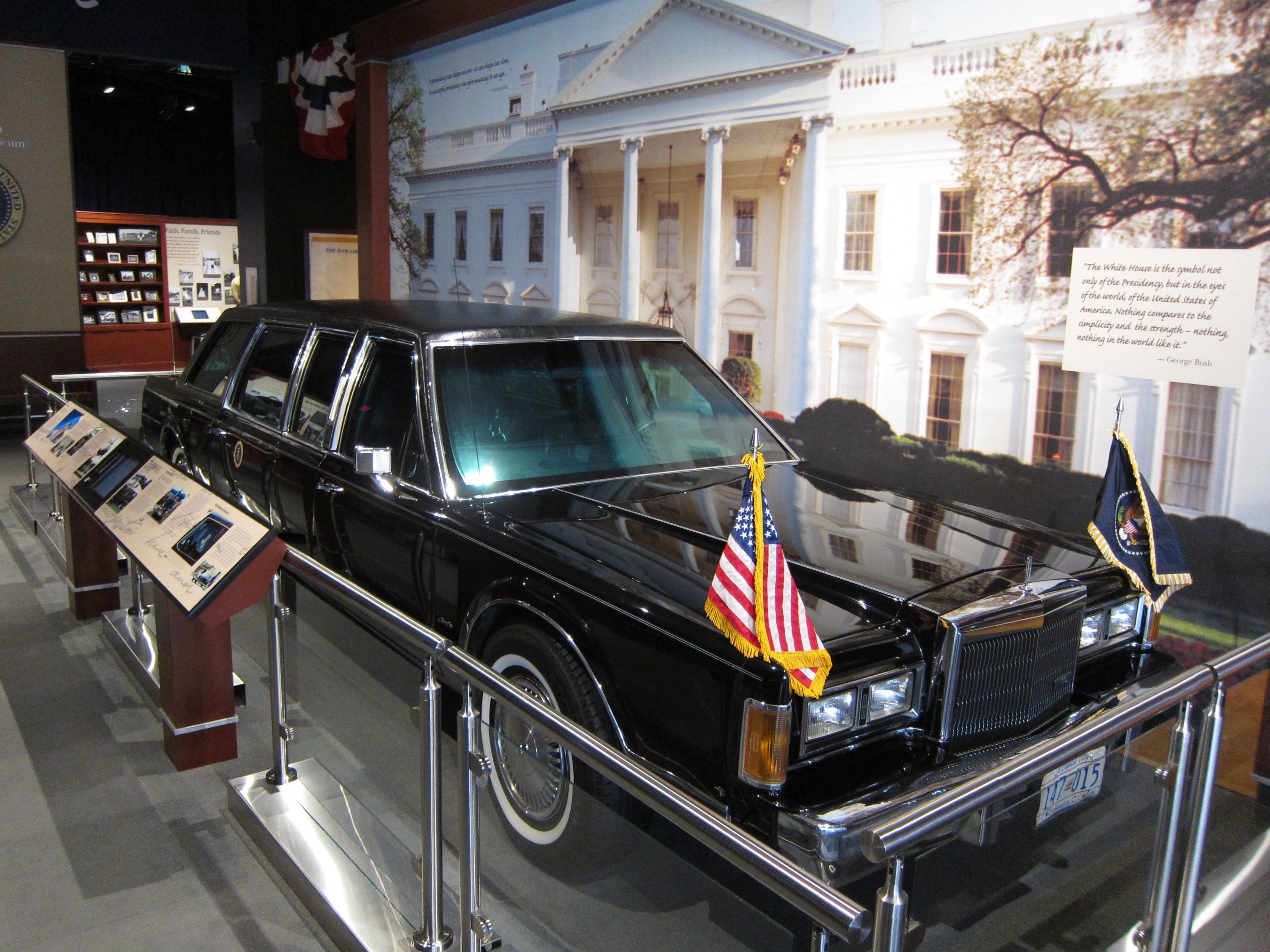
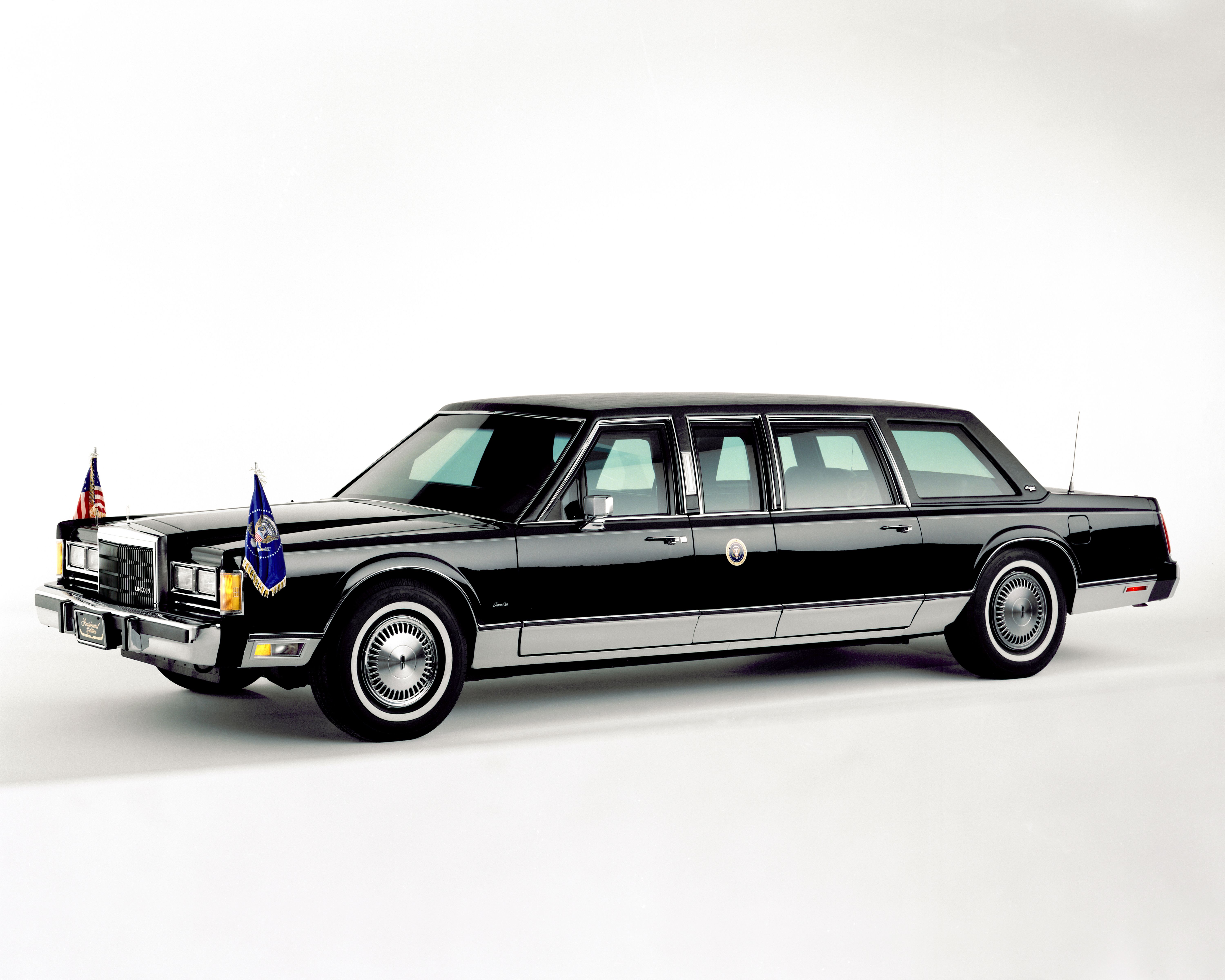

### Ballistic Protection Series
又稱 BPS，為林肯自 2005 年起供選配的防彈版本，要價超過 300 萬新臺幣（不含車輛本身）。主要增加防彈玻璃和裝甲車身，使車重來到3噸之譜，並針對懸吊系統和煞車等進行一系列的強化。

## 撞擊測試
2003 年式後的 Town Car 是 NHTSA（美國國家公路交通安全管理局）裡第一輛在所有測試項目中獲得五星評價的車輛。
2000 年式的 Town Car 於 NHTSA 測試之結果：
- 駕駛座正面撞擊：
- 副駕駛座正面撞擊：
- 駕駛座側面撞擊：
- 後座側面撞擊：
- 翻滾測試：無測試

2005 年式的 Town Car 於 NHTSA 測試之結果：
- 駕駛座正面撞擊：
- 副駕駛座正面撞擊：
- 駕駛座側面撞擊：
- 後座側面撞擊：
- 翻滾測試：

## 停產
在 2000 年代，就算 Town Car 的銷量不如以往，但仍是全美銷量最高的豪華房車之一，在商用市場上的表現更和 Crown Vic 不分秋色。
2006 年，福特的重組計劃「The Way Forward」，關閉了密西根的工廠，將 Town Car、Crown Vic 和 Grand Marquis 的產線移至加拿大的聖湯瑪士。於隔年起不再提供民用版至加拿大市場，商用版暫無影響。
2009 年，福特最終決定結束三款採福特豹平台車型的命運，也就是於 2011 年關閉加拿大的生產線。此後到了 2011 年，Town Car 多只供應美國本土市場，只餘一些銷往中東的配額。
2010 年，福特宣布關閉 Mercury，這個仍未滿百年的品牌正式走入歷史，使 Town Car 成為最後一款在此生產線上組裝的民用車型（民用版 Crown Vic 早於 2007 年就停產）。
2011 年 8 月 29 日，最後一輛 Town Car 下線，但林肯和福特都未對此作宣傳或廣告。同年 9 月 15 日，最後一輛 Crown Vic下線，自此所有採福特豹平台的車型皆已停產。
2012 年，也就是在 Town Car 停產的隔年，林肯將「Town Car」變為 MKT 的商用版之名，此車系於 2019 年停產。

Town Car 這個名字被林肯連續使用近半世紀，從1959年起被當作特殊車型和選配套件，到 1981 年開始了為期 30 年的獨立車系，最後到 2012 年被當作 MKT 的商用版，直到 2019，共 49 年。

Lincoln MKT Town Car
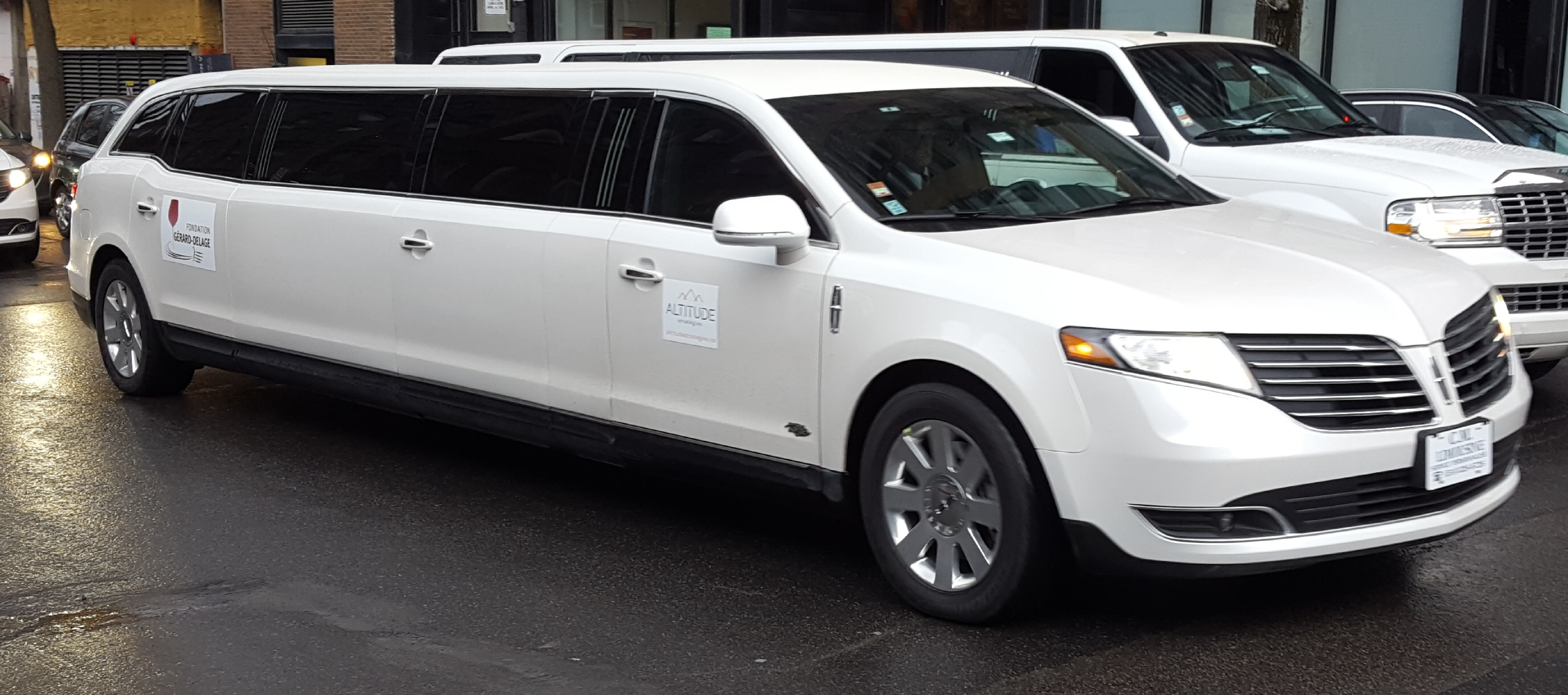
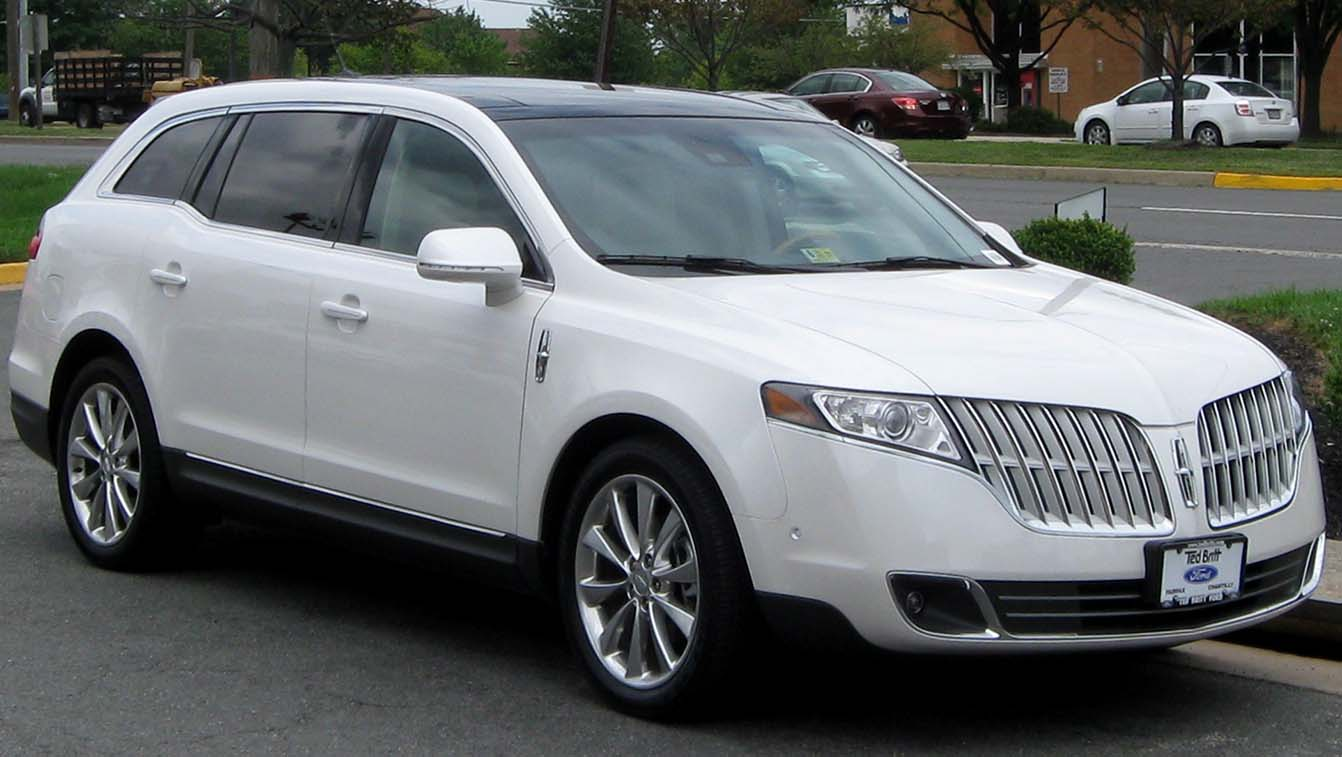
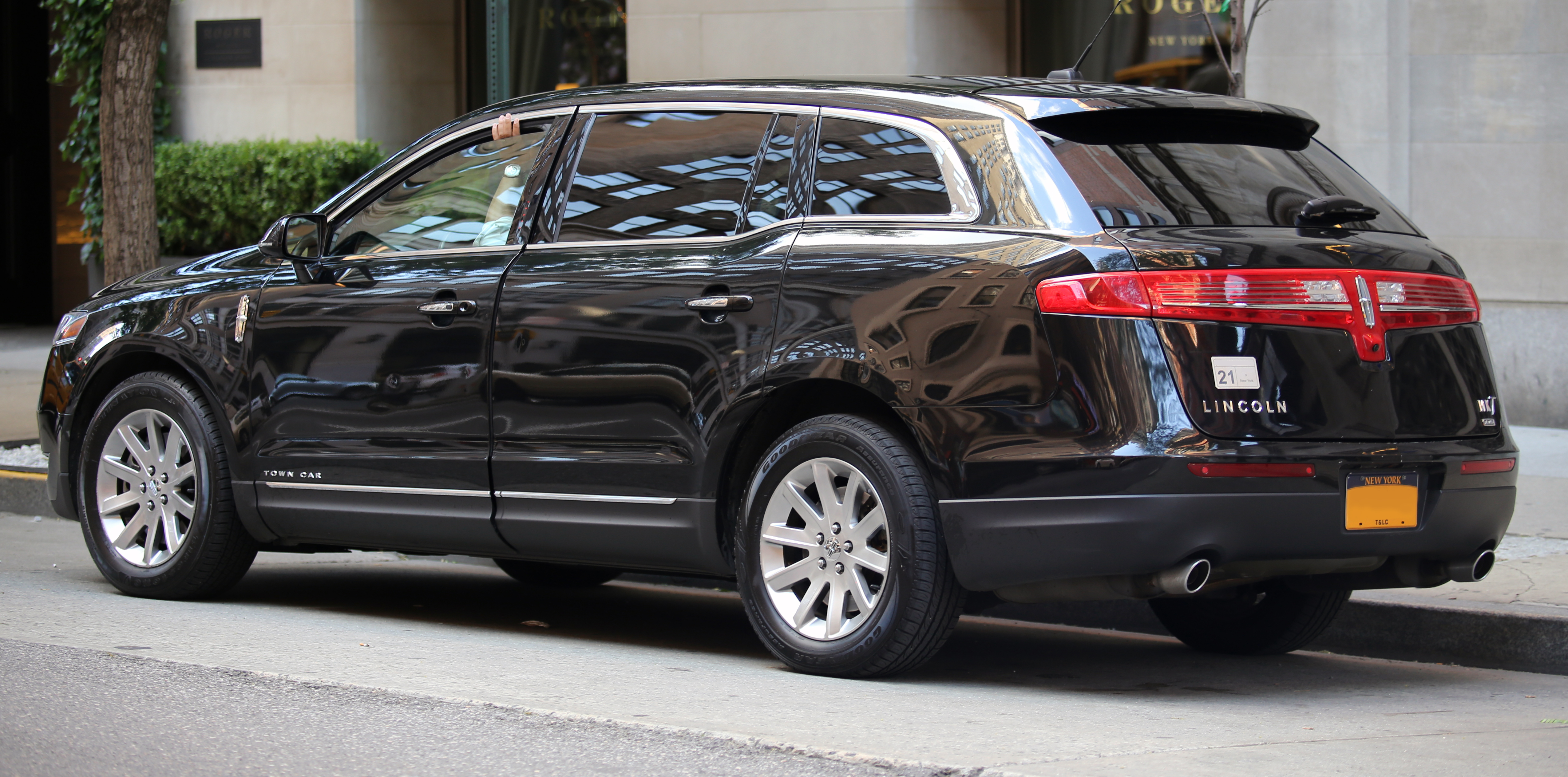
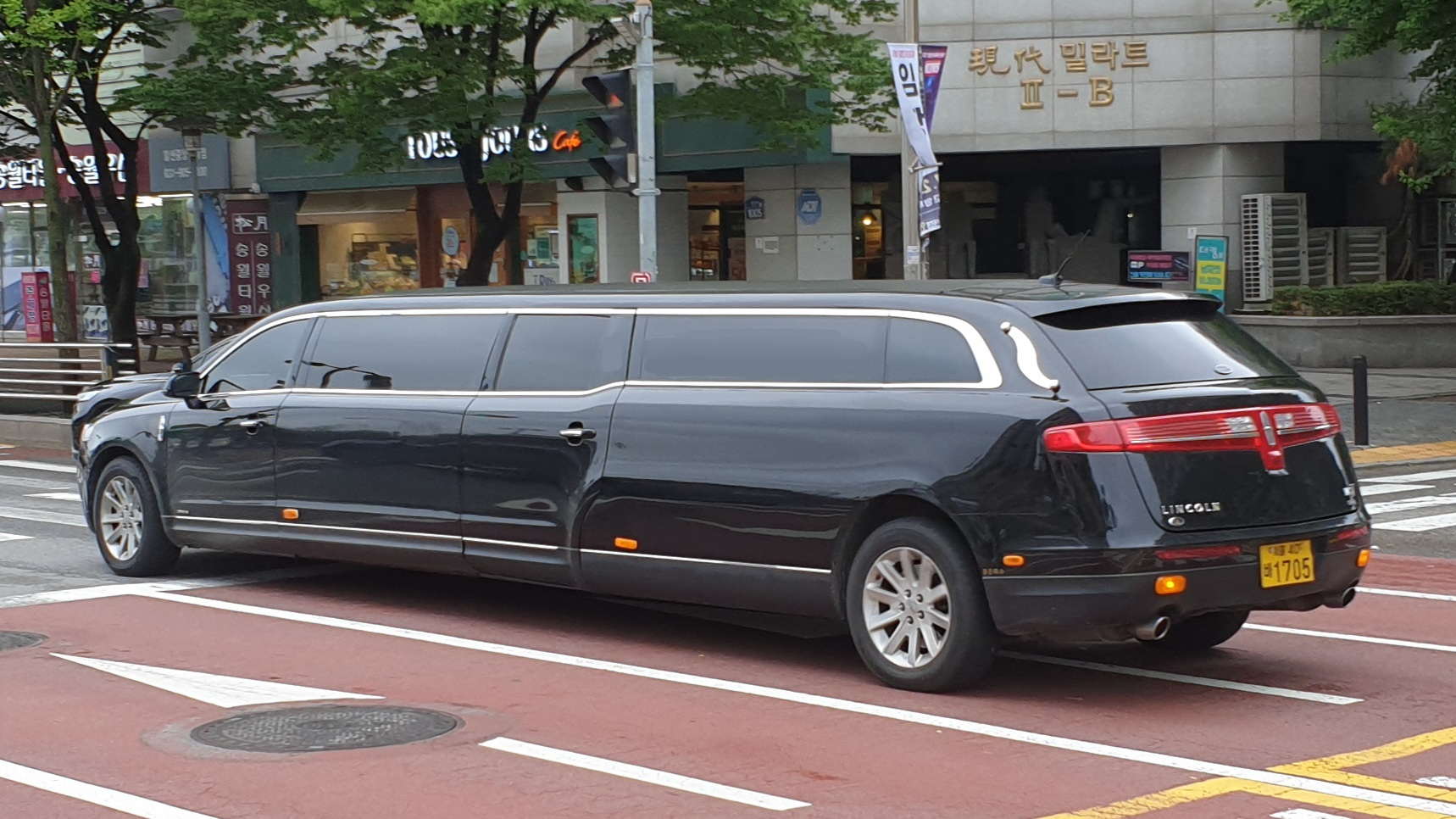